# 2009
Évszázadok: 20. század – 21. század – 22. század
Évtizedek: 1950-es évek – 1960-as évek – 1970-es évek – 1980-as évek – 1990-es évek – 2000-es évek – 2010-es évek – 2020-as évek – 2030-as évek – 2040-es évek – 2050-es évek
Évek: 2004 – 2005 – 2006 – 2007 –  2008 – 2009 – 2010 – 2011 – 2012 – 2013 – 2014

## Események

### Január
- január 1.
  - Szlovákia saját valutaként bevezeti az eurót.[1]
  - A Gazprom teljesen elzárja az Ukrajnának szállított gázvezetékeket, mivel nem született megállapodás a gáz, illetve a tranzit áráról a 2009-es évre.[2]
  - Csehország átveszi az EU soros elnöki tisztét.
- január 2.
  - A Srí Lanka-i kormányhadsereg tíz év után újra elfoglalja a tamil lázadók fővárosát, Kilinochchit; elkezdődik a mullaitivui csata.
  - A „harag napjává” nyilvánítja a Hamász, a Gázai övezetet uraló radikális szervezet január 2-át.[3]
- január 3. – Helyi idő szerint hajnalban a Richter-skála szerint 7,2-es erejű földrengés rázza meg Kelet-Indonéziát.
- január 5.
  - Pranab Mukhárdzsi indiai külügyminiszter bejelenti, miszerint India hivatalosan átadja Pakisztánnak azokat a bizonyítékokat, amelyek szerint „pakisztáni elemek” álltak az előző évi novemberi mumbai merényletek mögött.
  - Kivonják az utolsó orosz katonát is Bajkonurból, így az űrkikötő civil létesítményként működik tovább.[4]
- január 6.
  - Molnár Csaba energiaügyekért felelős miniszter bejelenti, hogy 15.30 órakor leállt a gázszállítás Ukrajnából. Új fejezetéhez érkezik az orosz-ukrán gázvita: szükségállapotot hirdetnek Szlovákiában, korlátozások bevezetését tervezik Lengyelországban, kritikus helyzet alakul ki a Balkánon.[5] A gázszállítás csak január 19. után áll teljes körűen helyre.
  - Lezárja kongói határát Angola, hogy így akadályozza meg a szomszédos államban néhány hete ismét felbukkanó Ebola-járvány átterjedését.[6]
- január 8.
  - A Richter-skála szerinti 6,2 erősségű földrengés rázza meg Costa Rica fővárosát, San Josét, melynek epicentruma a fővárostól mintegy 35 kilométerre északnyugatra volt.
  - Kim Dzsongil észak-koreai vezető harmadik fiát, Kim Dzsongunt jelöli ki utódjának.[7]
  - A Visegrádi négyek pozsonyi tanácskozása.[8]
- január 9. – A szomáliai kalózok elengedik a novemberben elrabolt szaúdi szupertankert, a Sirius Start, majd ezt követően az Ádeni-öbölben elengednek egy hongkongi zászló alatt hajózó iráni teherhajót is.[9]
- január 13. – A lett kormány gazdaságpolitikáját bíráló tüntetők próbálnak behatolni a rigai parlamentbe, akik ellen a rohamrendőrök könnygázt vetnek be.[10]
- január 14.
  - Az olasz rendőrség Nápoly közelében elfogja az egyik legkeresettebb maffiafőnököt, Giuseppe Setolát.[11]
  - Előbb Bolívia, majd[12] Venezuela is megszakítja diplomáciai kapcsolatait Izraellel, a zsidó állam gázai offenzívájára hivatkozva.[13]
  - Lemond Gabriel Opra, a Boc-kormány belügyminisztere.[14]
- január 16. – Tömböl László altábornagy váltja Havril András vezérezredest a Magyar Honvédség vezérkari főnöki tisztségben.[15]

- január 20.

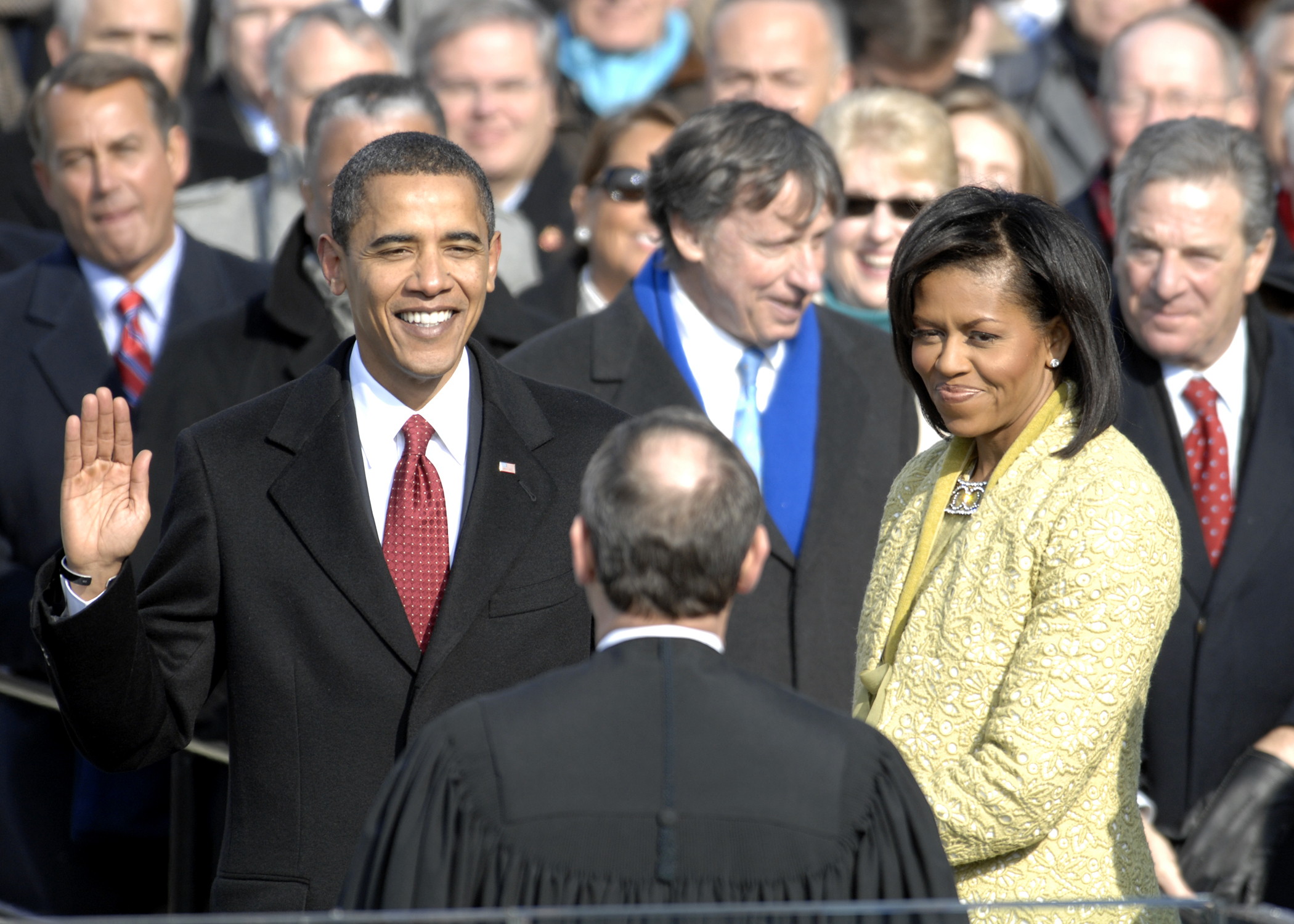
Barack Obama elnöki beiktatása

  - Barack Obama amerikai elnök beiktatása (magyar idő szerint január 21.)
  - Távozik posztjáról Zbigniew Ćwiąkalski lengyel igazságügy-miniszter, miután egy bűnbanda tagjai közül hárman ölik meg magukat a börtönben.[16] (Andrzej Czuma veszi át a tárcát január 23-án.)
- január 21. – Megkezdi működését a Koszovói Biztonsági Erő.[17]
- január 21–22. – Gyurcsány Ferenc magyar kormányfő Magyarország és a Perzsa-öböl menti országok gazdasági és kereskedelmi együttműködési lehetőségeiről tárgyal Fahd Bin Mahmúd asz-Szaid ománi ügyvezető miniszterelnökkel,[18] Hamad Ibn Jaber Al-Thani katari kormányfővel,[19] továbbá Abdullah Bin Hamad Al-Attija ipari és energiaügyi miniszterrel.[20]
- január 22. – Kínában halálra ítélik a melaminnal szennyezett adalék gyártóját és az adalékkal hamisított fehérjepor eladóját.[21]
- január 23.
  - Spanyolországban előzetes letartóztatásba helyezik az ETA fegyveres szakadár szervezet politikai szárnya, a betiltott Batasuna párt új vezetőit.[22]
  - Brüsszelben megkezdődik a Nabucco–konferencia.
  - Mirek Topolánek kormányának négy miniszterét váltja le.[23]
- január 26.
  - Geir Haarde izlandi kormányfő benyújtja lemondását.[24]
  - Feloszlatja magát a montenegrói parlament.[25]
  - Szükségállapotot hirdetnek Libériában, miután több millió hernyó árasztja el az ország középső részét.[26]
  - Ismeretlen támadó agyonlövi Zakan Dzsugelia abház belügyminiszter-helyettest Szuhumi központjában.[27]
  - Miroslav Lajčák váltja Ján Kubišt a szlovák külügyminiszteri poszton.[28]
- január 26–27. – Nabucco-konferencia Budapesten.[29]

- január 27.

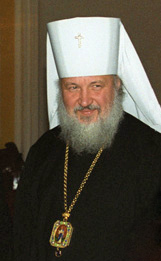
Kirill orosz pátriárka

  - Az orosz egyházi és világi küldöttekből összeállított zsinat Kirill szmolenszki és kalinyingrádi metropolitát választja meg Moszkva és egész Oroszország 16. pátriárkájává.[30]
  - A brazíliai Belémben megnyílik a IX. Szociális Világfórum.[31]
  - Kormányellenes zavargások miatt kijárási tilalmat rendelnek el Madagaszkáron.[32]
- január 28. – Vlagyimir Putyin orosz kormányfő nyitja meg a svájci Davosban hagyományosan megrendezett, 39. Világgazdasági Fórumot.[33]
- január 29.
  - Vizsgálatot indít Jaap de Hoop Scheffer NATO-főtitkár, miután bizalmas dokumentumok szivárogtak ki a szövetségből.[34]
  - Hatalommal való visszaélés miatt leváltják tisztségéből Rod Blagojevichet, Illinois állam kormányzóját.[35]
  - A Somorja melletti Csölösztőn megalakul a Szlovákiai Magyarok Kerekasztala.[36]
- január 30.
  - Egészségügyi okokra hivatkozva lemond tisztségéről Grigol Mgaloblisvili grúz miniszterelnök.[37]
  - A Make Wealth History bejelentése szerint az éhező emberek száma hamarosan átlépi az egymilliárdot: az emberiség kb. 1/6-a éhezik.[38]
- január 31. – XVI. Benedek pápa Vatikánvárosban, a hagyományos úrangyala imádság előtti prédikációjában elítéli az eutanáziát.[39]

### Február
- február 2. – Moammer Kadhafit választják meg az Afrikai Unió soros elnökének.[40]
- február 4. – A guantánamói foglyok befogadására kéri az Európai Unió tagállamait a Európai Parlament.[41]
- február 6–8. – Nemzetközi biztonságpolitikai konferencia Münchenben,[42] ahol Magyarországot Szekeres Imre honvédelmi miniszter képviseli.[43]
- február 7–8. – A madagaszkári elnöki gárda vérbe fojtja a kormányellenes tüntetést.[44] (Ennek hatására 9-én lemond hivataláról Cécile Manorohanta védelmi miniszter.)[45]
- február 8. – Egy veszprémi bárban megkéselik a veszprémi férfi kézilabdacsapat román játékosát, Marian Cozmát.[46] Az osztrák rendőrség 24 órán belül elfogja a feltételezett gyilkosokat.[47]
- február 10.
  - A rendőrség – bűnszervezetben elkövetett, különösen nagy kárt okozó bűncselekmények gyanújával – őrizetbe veszi Hunvald Györgyöt, a VII. kerület polgármesterét.[48]
  - Előre hozott parlamenti választásokat tartanak Izraelben.[49]
  - Az első, két sértetlen, a Föld körüli pályán keringő, mesterséges égitest közötti összeütközés
- február 11.
  - Leteszi hivatali esküjét az új zimbabwei miniszterelnök, Morgan Tsvangirai. Beiktatására azután került sor, hogy az egyedüli kormányzópárt, a ZANU és a legnagyobb ellenzéki párt, az MDC megegyezett a hatalom megosztásában. A miniszterelnöki posztot 22 év után töltik be újra.
  - Meggyilkolják az azerbajdzsáni légierő parancsnokát, Rail Rzajev altábornagyot.[50]
- február 11–12. – A magyarországi és a szlovákiai evangélikus egyház püspökeinek találkozója Budapesten. (Ez volt nyolcvan éve az első hasonló találkozó.)[51]
- február 12. – Benyújtja lemondását az ukrán pénzügyminiszter, Viktor Pinzenik.[52]
- február 14.
  - Kolumbiában kitör a Galeras nevű vulkán.[53]
  - Boris Tadić szerb államfő határozottan kiáll a Vajdaság új, Szerbiában komoly belpolitikai vihart kavaró alaptörvénye mellett.[54]
  - Az oktatási miniszterhelyettes, Nura al-Fajez személyében először kerül a szaúdi kormányba nő.[55]
  - Párttá alakul az LMP.
- február 15. – Sikerrel átmegy a venezuelai népszavazáson az az alkotmánymódosítás, amely lehetővé teszi, hogy végtelenszer újraválasszák az ország jelenlegi elnökét, Hugo Chávezt.[56]
- február 17. Nakagava Soicsi

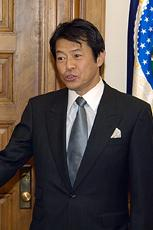
Nakagava Soicsi

  - A Richter-skála szerint ötös erősségű földrengés rázza meg törökországi Kütahya tartomány Simav nevű városát és környékét.[57]
  - Bejelenti lemondását Nakagava Soicsi japán pénzügyminiszter.[58]
- február 18. – A cseh képviselőház megszavazza a lisszaboni szerződést.[59]
- február 19–20. – A NATO védelmi minisztereinek krakkói tanácskozása.[60]
- február 20.
  - Kurmanbek Bakijev kirgiz államfő aláírja az Egyesült Államok által használt légi támaszpont bérleti szerződésének felbontását. Az amerikai katonáknak fél éven belül el kell hagyniuk a bázist.[61]
  - Lemondott a jobbközép, Ivars Godmanis vezette lett kormány.[62]
- február 22. – Ismeretlenek pokolgépet robbantanak a híres kairói Huszein-mecset előtt, a turisták által is kedvelt Hán el-Halíli bazár közelében, a robbantásban egy francia turista veszíti életét, 25-en pedig megsebesülnek.[63]
- február 23. – Ismét látogatható az iraki nemzeti múzeum.[64]

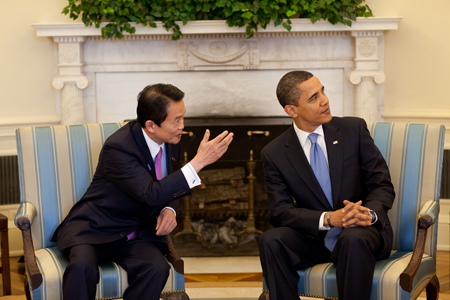
Aszó Taró és Barack Obama

- február 24. – Izraelben beiktatják az előre hozott választások nyomán létrejött új parlament képviselőit.[65]
- február 25–26. – Bangladesi zendülés, melynek végén kétszáz fellázadt határőrt vesznek őrizetbe Dakkában.[66] (A határőrök magasabb béreket és jobb szolgálati feltételeket követeltek.)[67]
- február 26. – Az ENSZ hágai székhelyű Nemzetközi Törvényszéke felmenti Milan Milutinović egykori szerb elnököt a Koszovóban az 1999-ben elkövetett háborús bűnök vádja alól,[68] öt magas rangú volt vezetőt – Nikola Šainović szerb miniszterelnököt, Dragoljub Ojdanić vezérkari főnököt, Sreten Lukić rendőrfőnököt, valamint Nebojša Pavković és Vladimir Lazarević tábornokokat – viszont 15-22 évre ítéli.[69]

### Március
- március 1. – Abszolút többséget szerez Karintiában a helyhatósági választáson a jobboldali Szövetség Ausztria Jövőjéért (BZÖ); Salzburg tartományban a szociáldemokrata párt (SPÖ) megtartja első helyét.[70]
- március 2.
  - Meggyilkolják Bissau-Guinea elnökét, Joao Bernado Vieirát nem sokkal az után, hogy a nyugat-afrikai ország hadseregének vezérkari főnöke is életét veszíti egy merényletben.[71]
  - Az Európai Tanács és több kelet-európai ország is visszautasítja Gyurcsány Ferenc azon javaslatát, miszerint az Európai Uniónak általános segélycsomagot kell nyújtania Kelet-Európának és fel kell gyorsítani a térség államainak az eurózónába való csatlakozását.[72]
  - XVI. Benedek pápa felmenti az általa alig egy hónapja kinevezett linzi segédpüspököt, Gerhard Maria Wagnert.[73]
  - Raúl Castro kubai elnök átalakítja kormányzatát; Felipe Pérez Roque külügyminisztert Bruno Rodríguez Parrilla váltja fel.[74]

- március 3.

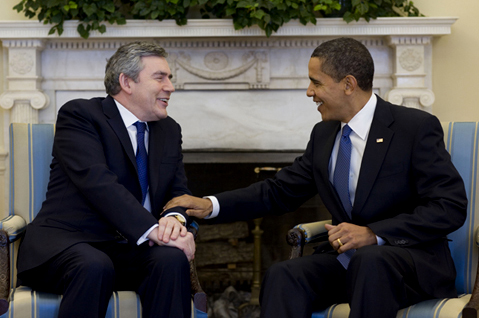
Gordon Brown és Barack Obama

  - Köln belvárosában összeomlik a Városi Történeti Levéltár épülete.[75]
  - a Srí Lanka-i krikettválogatottat szállító buszt támadás éri a pakisztáni Lahor városában.
- március 4.
  - A Nemzetközi Büntetőbíróság (ICC) emberiség elleni bűntettek és népirtás vádjával elrendelte a szudáni elnök, Omar Besir letartóztatását a Dárfúr tartományban elkövetett tömeggyilkosságok miatt.[76]
  - Együttes ülést tart Pozsonyban a szlovák és a magyar parlament emberi jogi bizottsága.[77]
- március 6.
  - Morgan Tsvangirai zimbabwei miniszterelnök autóbalesetet szenved, melyben megsérül, felesége, Susan Tsvangirai életét veszíti.[78]
  - Amerikai–orosz külügyminiszteri találkozó Genfben.[79]
  - Franco Frattini olasz külügyminiszter kijelenti, hogy országa nem vesz részt a Genfben, áprilisban sorra kerülő – az ENSZ által szervezett, rasszizmusellenességről szóló – Durban II. konferencián.[80]
  - A délkelet-európai védelmi miniszterek informális találkozója Zágrábban.[81]
- március 7.
  - Lemond posztjáról Szalám Fajjád palesztin kormányfő.[82]
  - A PRT–7 megkezdi feladatát az afganisztáni Puli-Humriban.[83]
- március 8. – Katonai lázadás Madagaszkáron a kormány ellen.[84]
- március 9. – A nemzetközi sarki év (IPY – International Polar Year) hivatalosan befejeződik.
- március 10–13. – Az Európai Bizalom- és Biztonságerősítő Intézkedések 1999. évi Bécsi Dokumentuma előírásai szerint horvát ellenőrcsoport „kijelölt terület-ellenőrzést” hajt végre Magyarországon.[85]
- március 12.
  - Ünnepélyes átadás-átvétellel végrehajtják a Sínai-félszigeten állomásozó Többnemzetiségű Erők és Megfigyelők (MFO) kötelékében szolgáló Magyar Kontingens állományváltását.[86]
  - Sólyom László köztársasági elnök Magyar Köztársasági Érdemrend Nagykeresztje (polgári tagozata) kitüntetést adományozza Jaap de Hoop Scheffer NATO-főtitkárnak.[87]
- március 12–13. – Prágában tanácskoznak az uniós védelmi miniszterek.[88]
- március 13. – A halálbüntetés eltörlése mellett dönt az amerikai Új-Mexikó állam demokrata többségű felsőháza.[89]
- március 15.
  - Uganda megkezdi katonái kivonását a szomszédos Kongói Demokratikus Köztársaságból.[90]
  - Pakisztánban házi őrizetbe helyezik az ellenzék vezetőjét, Navaz Sarifot.[91]
- március 16. – Madagaszkáron a hadsereg elfoglalja az elnöki palotát.[92]
- március 17.
  - Lemond tisztségéről Marc Ravalomanana madagaszkári elnök és átadja a hatalmat a fegyveres erők rangidős főtisztjének, Hyppolite Ramaroson tengernagynak.[93]
  - A hágai Nemzetközi Törvényszék fellebbviteli tanácsa Momčilo Krajišnik volt boszniai szerb parlamenti elnökre az emberiség elleni bűnök miatt eredetileg kiszabott 27 éves szabadságvesztést hét évvel csökkenti.[94]
- március 19.
  - Nicolas Sarkozy francia elnök hivatalosan közli Jaap de Hoop Scheffer NATO-főtitkárral, hogy Franciaország ismét a szervezet tagja kíván lenni.[95]
  - Felfüggeszti a parlament működését Andry Rajoelina madagaszkári államfő.[96]
  - Életfogytig tartó börtönbüntetésre ítéli a St. Pölten-i tartományi bíróság Josef Fritzlt. A 73 éves férfi csaknem 24 éven át bezárva tartotta és vérfertőző viszonyra kényszerítette a lányát.[97]
  - Csáky András kilépése után hivatalosan is megszűnik az MDF 10 fő alá csökkent parlamenti frakciója.[98]
- március 19–20. – Az Európai Unió állam- és kormányfőinek brüsszeli csúcsértekezlete.[99]
- március 21.
  - Gyurcsány Ferenc kormányfő az MSZP elnökségének ülésén bejelenti, miszerint kész lemondani a miniszterelnökségről, ha a parlament két hét alatt képes lesz új jelöltet találni.[100]
  - A szlovák elnökválasztás első fordulója.[101]
- március 22. – Elnök- és helyhatósági választás Macedóniában.[102]
- március 23.
  - Grúziában letartóztatják az egységes Grúzia nevű ellenzéki párt 12 aktivistáját.[103]
  - Abdullah Gül személyében 33 év óta először látogat török elnök Bagdadba.[104]
- március 23–24. – Sólyom László magyar államfő kétnapos hivatalos látogatást tesz Lengyelországban, ennek folyamán Varsóban tárgyalásokat folytat Lech Kaczynskivel, illetve részt vesz a dél-lengyelországi Krosnóban a lengyel–magyar barátság napja alkalmából rendezendő ünnepségeken.[105]
- március 24.
  - Csehországban megbukik a Mirek Topolánek vezette kormány.[106]
  - Ukrajnában a kormány távozását követeli az ellenzék vezető pártja az ország több városában, ezrek részvételével tartott tüntetéseken, amelyeken a kormány válságkezelő erőfeszítései ellen tiltakoztak.[107]
  - Izraelben létrejön a nagykoalíció, miután a Munkapárt rendkívüli kongresszusa jóváhagyta a jobboldali Likud párttal kötött megállapodást.[108]
- március 26.
  - Bosznia-Hercegovinában hivatalba lép a nemzetközi közösség új főképviselője, az osztrák Valentin Inzko. (A szlovák Miroslav Lajčákot váltja fel! )[109]
  - Nyugdíjasok és vasúti alkalmazottak tüntetnek Bukarestben, előbbiek a járulékuk növelése érdekében, utóbbiak a román állami vasútnál tervezett leépítések ellen.[110]
  - Benyújtja lemondását Mirek Topolánek cseh kormányfő, aki az új kabinet megalakításáig ügyvivőként vezeti kormányát.[111]
  - Thaiföldön, a miniszterelnök hivatala előtt harmincezer tüntető követeli a kormány távozását.[112]
  - Az addigi legnagyobb, 489 millió forintos bírságot rója ki a PSZÁF Soros György alapkezelőjére, a Soros Fund Management LLC-re.[113]
- március 27. – Öngyilkos merénylő robbantja fel magát egy pakisztáni Dzsamrud város mecsetben a nagy ima idején; a kétszintes mecset összeomlik, melynek következtében 48-an meghalnak.[114]
- március 28. – Benyújtja lemondását Gyurcsány Ferenc az MSZP pártelnöki posztjáról.[115]
- március 29. – Előrehozott parlamenti választások Montenegróban.
- március 31.
  - Izraelben beiktatják a 30 miniszterből álló, Benjámin Netanjahu vezette kabinetet.[116]
  - XVI. Benedek pápa vizsgálatot rendel el a Krisztus Légiója (Legio Christi) konzervatív felfogású római katolikus papi kongregáció ellen. A vizsgálatot az váltotta ki, hogy a rend alapítójáról kiderült, hogy felesége volt és gyereke is született.[117]

### Április
- április 1.

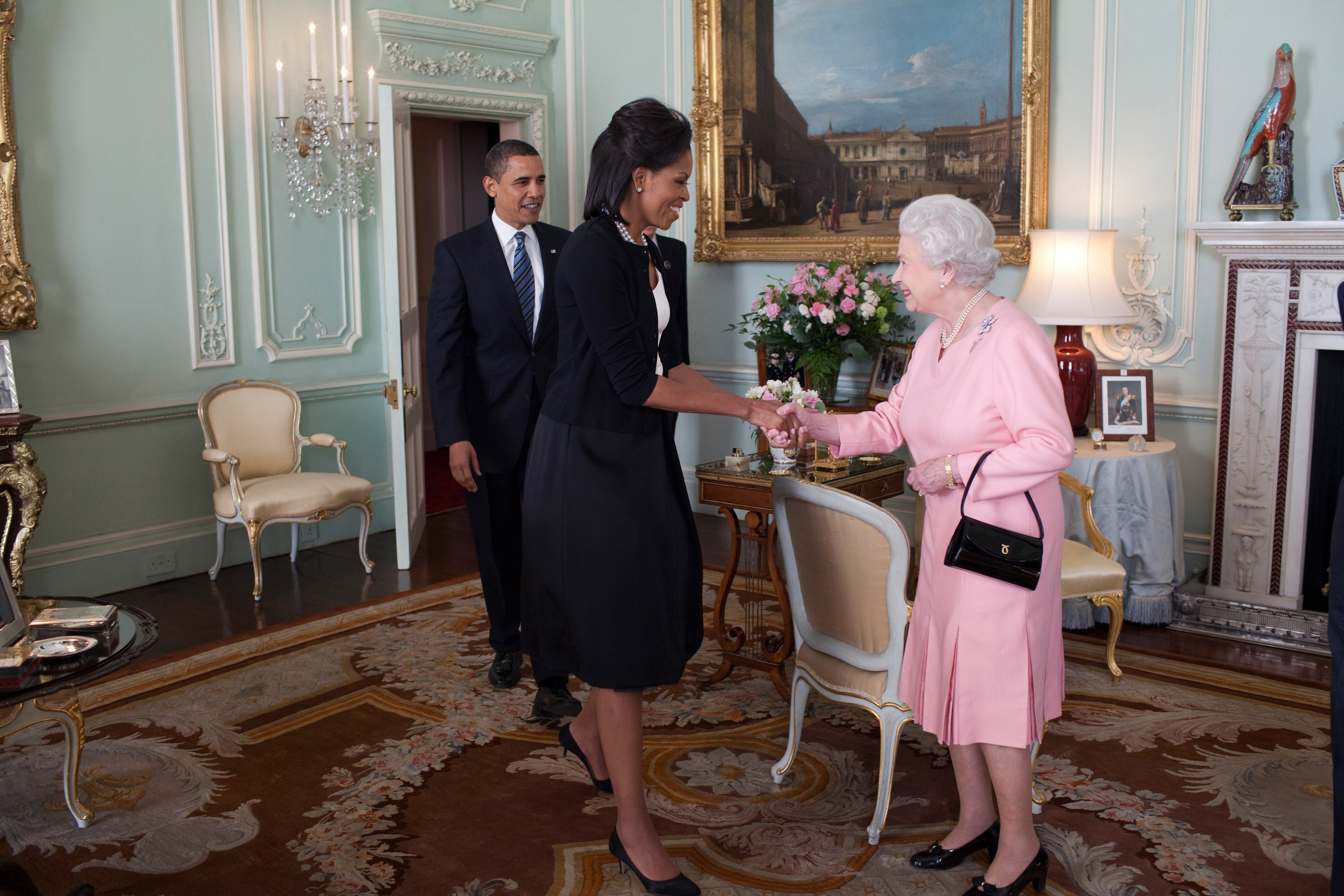
Az amerikai elnök és felesége a Buckingham-palotában

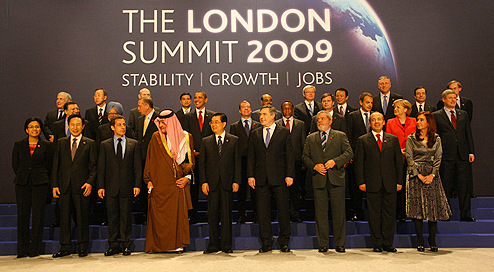
Londoni G20-as találkozó

  - Az MH vitéz Szentgyörgyi Dezső 101. Repülődandár parancsnoki posztján Pető István dandártábornokot Kilián Nándor dandártábornok váltja.[118]
  - Albánia és Horvátország belép a NATO-ba.[119]
  - A G20-as csúcstalálkozó helyszínére, Londonba érkezik Barack Obama amerikai elnök, aki Gordon Brown brit kormányfővel tárgyal, illetve ismerkedő magánkihallgatáson II. Erzsébet királynőnél jár.[120]
- április 2.
  - Lemond a maláj kormányfő, Abdullah Ahmad Badawi. Tuanku Mizan Zainal Abidin maláj király másnap a korábbi védelmi minisztert, Najib Razakot esketi fel.[121]
- április 2–3. – A G20-as országok londoni csúcsértekezlete.[122]
- április 3. – Iowa engedélyezi az azonos nemű párok házasságát.[123]
- április 3–4. – Ünnepi NATO-csúcstalálkozó, a szövetség megalapításának 60. évfordulóján. A tagországok úgy döntenek, hogy nyártól Anders Fogh Rasmussen dán miniszterelnök lesz a szövetség főtitkára; továbbá Németország, Spanyolország és Portugália – Barack Obama amerikai elnök felhívása – ígéretet tesz, miszerint erősítést küld Afganisztánba.[124]
- április 4.
  - Szlovákiában Ivan Gašparovič jelenlegi államfő nyeri meg az elnökválasztás második, döntő fordulóját.[125]
  - Súlyos összecsapások törnek ki a rendfenntartók és a NATO-ellenes tüntetők között Strasbourgban. (A rohamrendőrök könnygázt és sokkoló gránátokat vetettek be a tiltakozók ellen, többen megsebesültek.)[126]
- április 5.

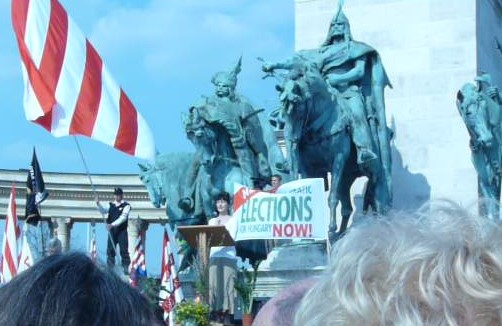
A Civil Összefogás Fórum megalakulása

- - A Hősök terén tartott nagygyűlésen megalakul a Civil Összefogás Fórum
  - Észak-Korea felbocsátja a nagy hatótávolságú, Taepodong-2 elnevezésű ballisztikus rakétáját, mely nem állt röppályára.[127]
  - Elnökválasztás második fordulója Macedóniában, melyet Gjorge Ivanov – a jobboldali VMRO-DPMNE nevű kormánypárt jelöltje – nagy fölénnyel nyer meg.[128]

- április 6.

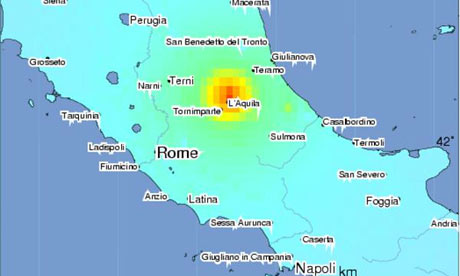
2009-es l’aquilai földrengés epicentruma

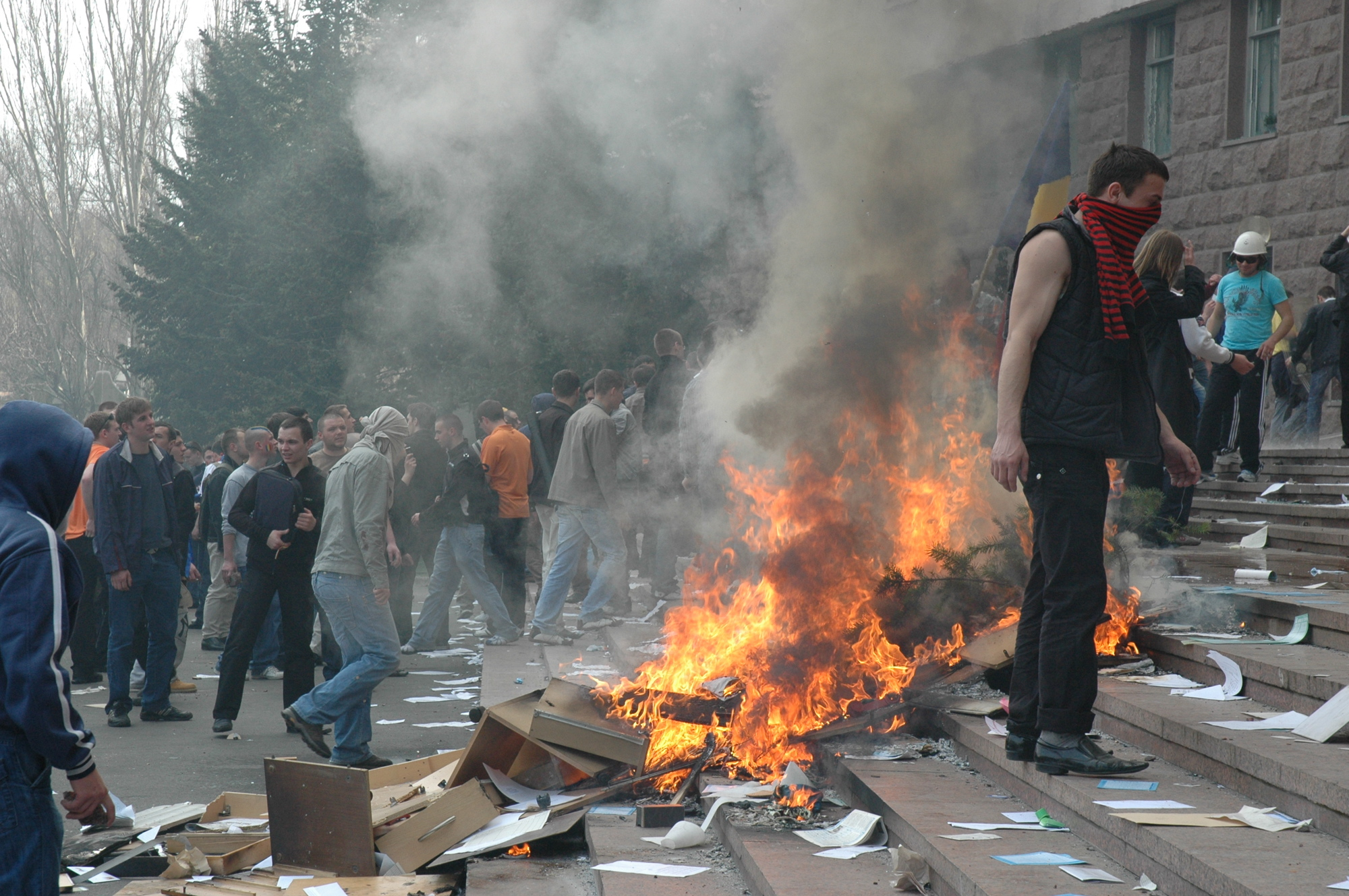
Tüntetők a moldovai parlament előtt.

  - A Richter-skála szerint 6,3-es erősségű földrengés az olasz L’Aquila város közelében.
  - A brit Robert Wainwrightot választják főigazgatónak az Európai Unió rendőrségi együttműködését irányító szervezet, az Europol élére.[129]
- április 7. – Feldúlják a moldovai parlament és az elnöki hivatal épületét a moldovai ellenzék felhívására rendezett chişinăui tüntetés részvevői,[130] akik az 5-i parlamenti választásokat megnyerő Kommunista Párt ellen tüntetnek.[131]
- április 8. – Vladimir Voronin moldovai államfő bejelenti, hogy vízumkényszert vezetnek be a román állampolgárokkal szemben, a román nagykövetnek 24 órán belül el kell hagynia az országot, továbbá megszigorítják a határőrizetet a román–moldáv határon.[132]
- április 9.
  - Benyújtja lemondását a Fidzsi-szigetek kormányfője, Frank Bainimarama[133]
  - Jan Fischer közgazdászt nevezi ki cseh kormányfővé Václav Klaus köztársasági elnök.[134]
- április 10. – A Fidzsi-szigetek elnöke, Ratu Josefa Iloilo hatályon kívül helyezi az alkotmányt, visszavonja az összes bírói kinevezést és saját magát teszi meg a végrehajtó hatalom vezetőjének.[135]
- április 11.
  - A Fidzsi-szigetek elnöke, Ratu Josefa Iloilo az ország korábbi miniszterelnökét, Frank Bainimaramát bízta meg az átmeneti kormány vezetésével.[135]
  - Rendkívüli állapotot hirdetnek Pattajában, miután a kormányellenes tüntetők megakadályozták a Délkelet-Ázsiai Országok Szövetségének csúcstalálkozóját. (Helikopterekkel menekítették ki az összes külföldi vezetőt, akik a gazdasági válság miatt kezdeményezett Ázsia-csúcsra érkeztek.)[136]
- április 12.
- április 14.
  - Az országgyűlés 204 igen szavazattal, nem szavazat nélkül, 8 tartózkodással megszavazza a Gyurcsány Ferenc ellen benyújtott konstruktív bizalmatlansági indítványt és Bajnai Gordont miniszterelnökké választja.[137] A korábban Gyurcsány Ferenc vezette kabinet tagjai ügyvezetőként az új kormány megalakulásáig hivatalban maradnak.
  - Lemond tisztségéről a szlovák építésügyi és régiófejlesztési miniszter, Marian Janušek. (Utódja a tárca élén Igor Štefanov.)[138]
- április 15. EURion csillagképekkel nyomtatott bankjegy

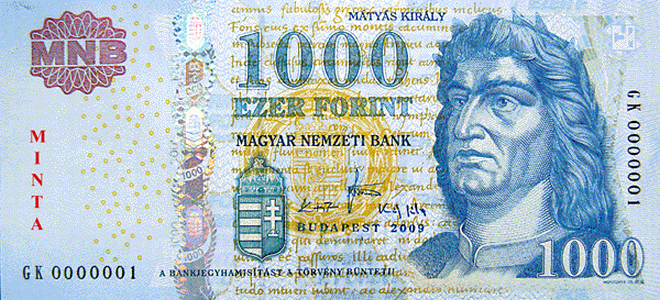
EURion csillagképekkel nyomtatott bankjegy

  - Moldovában megkezdik az 5-i parlamenti választásokon leadott szavazatok újraszámlálását.[139]
  - A Magyar Nemzeti Bank új biztonsági elemekkel ellátott bankjegyeket bocsát ki.[140]
- április 16.
  - Tizenkét miniszterrel és két tárca nélküli miniszterrel megalakul a Bajnai Gordon vezette válságkezelő kormány.[141]
  - Oroszország befejezettnek tekinti a csecsenföldi háborút.[142]
  - Bolíviai rendőrök szállodai szobájukban agyonlövik Rózsa-Flores Eduardót és két társát, Magyarosi Árpádot és az ír Michael Martin Dwyert. Tóásó Előd életben marad.

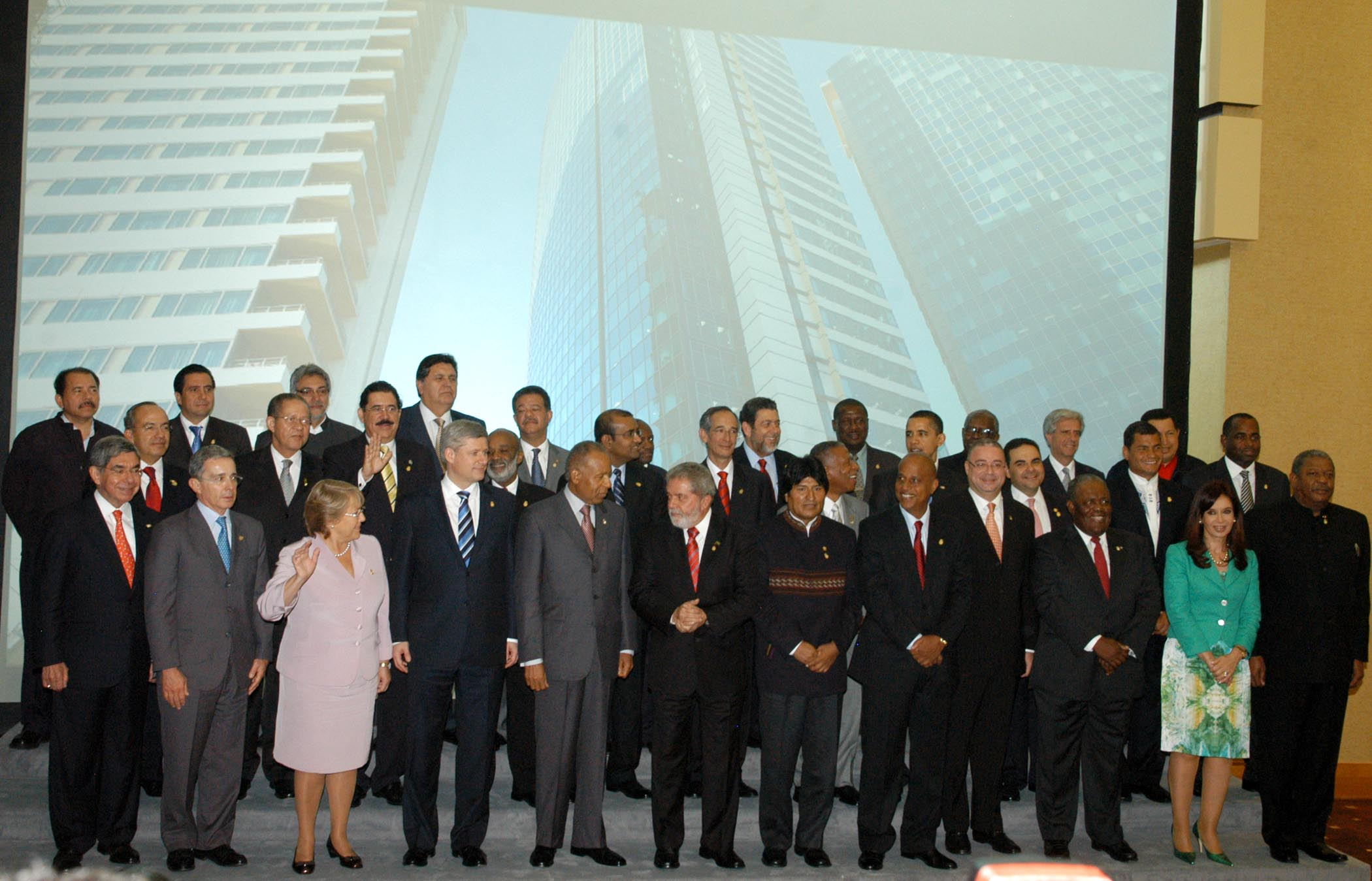
A Port of Spain-i csúcs résztvevői

- április 17–19. – Az amerikai földrész országainak vezetői Port of Spainben tartják csúcsértekezletüket.[143]
- április 18–20. – Az olaszországi Treviso közelében kerül megrendezésre – a világ hét legfejlettebb ipari államát és Oroszországot tömörítő – G8 csoport agrárminisztereinek tanácskozása.[144]
- április 19.
  - Parlamenti választások Észak-Cipruson, ahol a kormányzó balközép Török Köztársasági Pártnak (CTP) a voksok 29 százalékát sikerül megszereznie.[145]
  - Az amerikai államok Port of Spain-i csúcsértekezletén részt vevő Barack Obama amerikai elnök elismeri USA Kuba–politikájának kudarcát.[146]
- április 20.
  - Elfogadja a bejegyzett élettársi kapcsolatról szóló törvényt az Országgyűlés. A törvény szerint bejegyezett élettársi kapcsolatot két, tizennyolcadik életévét betöltött, azonos nemű személy létesíthet anyakönyvvezető előtt.[147]
  - Genfben kezdetét veszi – az ENSZ által szervezett, rasszizmus-ellenességről szóló – Durban II. konferencia, ahol Magyarország nagyköveti szinten képviselteti magát.[148]
- április 20. – A The New York Times című napilap öt kategóriában nyeri el a Pulitzer-díjat.[149]
- április 21. – Egész családjával együtt Peruba menekül és ott menedékjogot kér a venezuelai ellenzék vezetője, Manuel Rosales. (Rosales 2006-ban Hugo Chávez államfő ellenjelöltje volt az elnökválasztáson, korábban pedig az olajban gazdag Zulia tartomány kormányzója és Maracaibo város polgármestere.)[150]
- április 22.
  - Kilép a szlovákiai Magyar Koalíció Pártjának (MKP) parlamenti frakciójából Bugár Béla – az MKP volt elnöke –, továbbá a párt két másik képviselője, Gál Gábor és A. Nagy László.[151]
  - Parlamenti választások a Dél-afrikai Köztársaságban.[152]
- április 23. – Bagdadban az iraki hadsereg őrizetbe veszi Abu Omár al-Bagdadit, az Al-Káida iraki szervezetének vezetőjét.[153]
- április 24.
  - Bagdadba érkezik az Egyesült Államok újonnan kinevezett nagykövete, Christopher R. Hill, aki már a repülőtéren átnyújtja megbízólevelét az őt fogadó Hosjar Zebari iraki külügyminiszternek.[154]
  - Megjelenik a H1N1 influenza vírus Mexikóban. (Az Egészségügyi Világszervezet (WHO) közleménye szerint 60 ember halt meg sertésinfluenzától az országban. A kórokozó átterjedt az Egyesült Államokra, amelynek déli részein riadót rendeltek el az egészségügyi hatóságok.)[155]
  - Lávát és hamut lövellve kitör a Jáva középső részén található 2430 méteres Slamet vulkán.[156]

A romániai Vrancea megye

- - Bajnai Gordon a Budapest Airport eddigi szóvivőjét, Szollár Domokost nevezi ki a válságkezelő kormány új szóvivőjének.[157]
- április 25.
  - Kiutasítják Csehországból a Ku Klux Klan volt vezetőjét, David Duke-ot.[158]
  - Időközi önkormányzati választás Szlovákiában. (Önkormányzati képviselőket nyolc településen, míg polgármestereket 17 településen választanak.)[159]
- április 26.
  - Egyoldalú tűzszünetet hirdetnek a tamil tigrisek Srí Lankán. (Tették mindezt azért, hogy a segélyszervezetek eljuthassanak a polgárháborús övezetében rekedt polgári lakossághoz.)[160]
  - Washingtonban, a Nemzetközi Valutaalap (IMF) és a Világbank tavaszi ülésszakán Magyarországot Oszkó Péter pénzügyminiszter képviseli.[161] A szentté avatott Nuno Álvares Pereira karmelita szerzetes és aszkéta

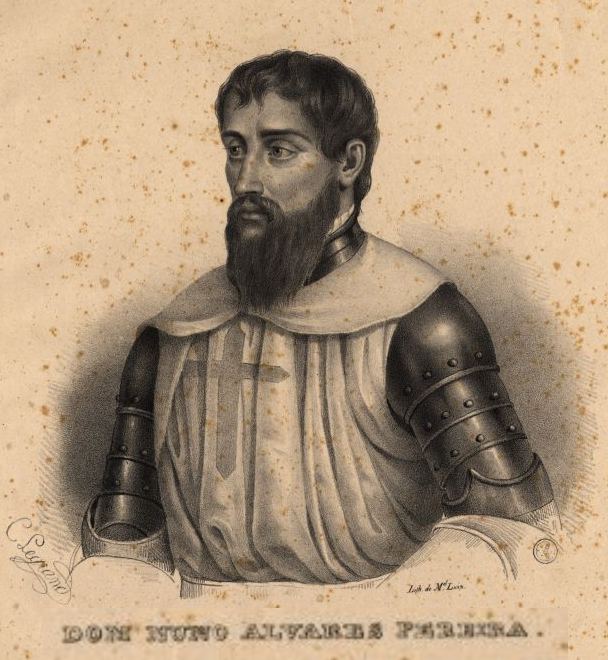
A szentté avatott Nuno Álvares Pereira karmelita szerzetes és aszkéta

  - A vatikáni Szent Péter-bazilika előtti téren pontifikált mise alkalmával öt új szentet avat XVI. Benedek pápa. (Caterina Volpicellit, a Szent Szív Szolgálólányai rend alapítóját; Arcangelo Tadinit, a Názáreti Szent Ház Munkásnővérei rend alapítóját; Geltrude Comensolit, az Olivetói Kongregáció létrehozóját és Bernardo Tolomeit, sienai apátot; valamint Nuno Álvares Pereirát, portugál aszkétát.)[162]
- április 27. – Európában is megjelenik a sertésinfluenza vírus.[163] Az első megerősített influenzás egy 23 éves spanyol férfi, aki mexikói utazásból tért haza.[164]
- április 28. – Sali Berisha albán kormányfő Prágában hivatalosan kéri Albánia felvételét az Európai Unióba.[165]

### Május
- május 1.
  - Több százan csapnak össze a rendőrökkel Isztambul központjában, amikor a szakszervezetek tagjai május 1-je megünneplésére gyülekeztek.[166]
  - Közel 50 tüntetőt vesznek őrizetbe a német hatóságok Berlinben, ahol összecsapások törtek ki demonstrálók és rendőrök között.[167]
- május 2.
  - Tüzérségi lövedékek találnak el egy alkalmi kórházat – a szeparatista tamilok által ellenőrzött területen – Srí Lanka északi, harcoktól sújtott övezetében; a támadás következtében 64 civil életét veszíti.[168]
  - Szomáliai kalózokat vesz őrizetbe egy portugál hadihajó az Ádeni-öbölben, akik egy norvég olajszállító tankert akartak elfoglalni.[169]
- május 3.
  - A Richter-skála szerinti 6,1-es fokozatú földrengés rázta meg Guatemala Sololá megyéjét.[170]
  - A francia haditengerészet elfog 11 szomáliai kalózt, akik feltehetően zsákmánynak hittek a francia flotta Nivose nevű hadihajóját és rátámadtak.[171]
  - Heves összecsapások törnek ki Kairóban sertéstenyésztők és az állataikat levágásra elszállítani próbáló állami alkalmazottak rendőrkísérete között.[172]
  - A konzervatív jobboldali milliomos, Ricardo Martinelli nyeri a panamai elnökválasztást.[173]
- május 4. – Lemond Nepálban a volt maoista lázadók vezéréből lett kormányfő, mert válságot idézett elő azzal, hogy előző nap leváltotta a hadsereg főparancsnokát.[174]
- május 6.
  - Több tucat ellenzéki tüntető rendőrökkel verekszik össze Tbilisziben azután, hogy a tüntetők megpróbáltak behatolni a grúz főváros legfontosabb rendőrőrének területére.[175]
  - Oroszország kiutasítja a moszkvai NATO-képviselet vezetőjét és annak helyettesét.[176]
  - Távozik a szlovák kormányból Ján Chrbet környezetvédelmi miniszter, botrányos üzleti ügye miatt.[177]
- május 8–15. – XVI. Benedek pápa nyolcnapos szentföldi zarándoklata, amely során a vallások közötti megbékélés fontosságát hangsúlyozta, kifejezte tiszteletét az iszlám iránt, valamint támogatta az önálló palesztin állam létrehozását.[178]

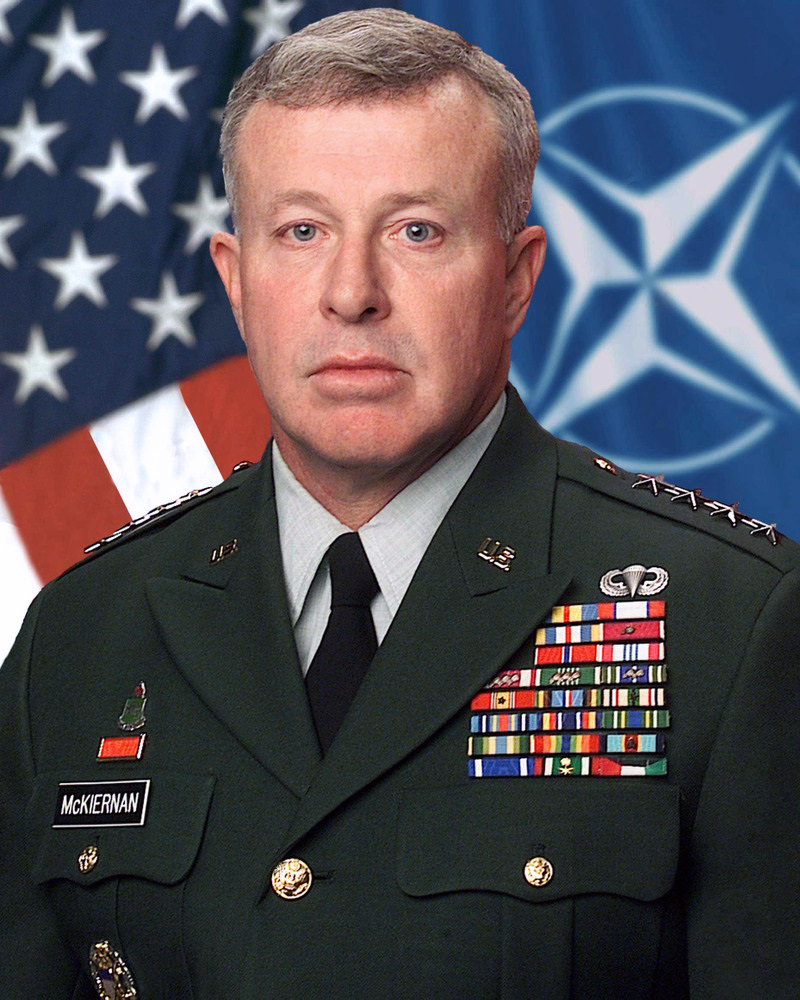
A menesztett főparancsnok, David McKiernan tábornok

- május 9. – Rendkívüli állapotot hirdet ki a perui kormány a latin-amerikai ország több északkeleti régiójában, miután az őslakosok hetek óta tüntetésekkel és blokádokkal veszélyeztetik a helyi gáz- és olajkitermelés zavartalanságát.[179]
- május 10. – Páva Zsolt, a Fidesz jelöltje nyeri a pécsi időközi polgármester-választást az MSZP-s Szili Katalin házelnökkel szemben.[180]
- május 11.
  - Az amerikai védelmi minisztérium leváltja David McKiernan tábornokot, az Afganisztánban állomásozó amerikai és NATO-csapatok főparancsnokát.[181]
  - Kínában is megjelenik az új típusú influenza.[182]
- május 12.
  - A világszervezet közgyűlése beválasztja Magyarországot az ENSZ Emberi Jogi Tanácsába.[183]
  - Benyújtja lemondását az ukrán belügyminiszter, Jurij Lucenko. (A politikus felmentését az ellenzék azóta követelte, hogy állítólag ittasan botrányt okozott a frankfurti repülőtéren.)[184]Alexander Rybak, az 54. Eurovíziós Dalfesztivál nyertese

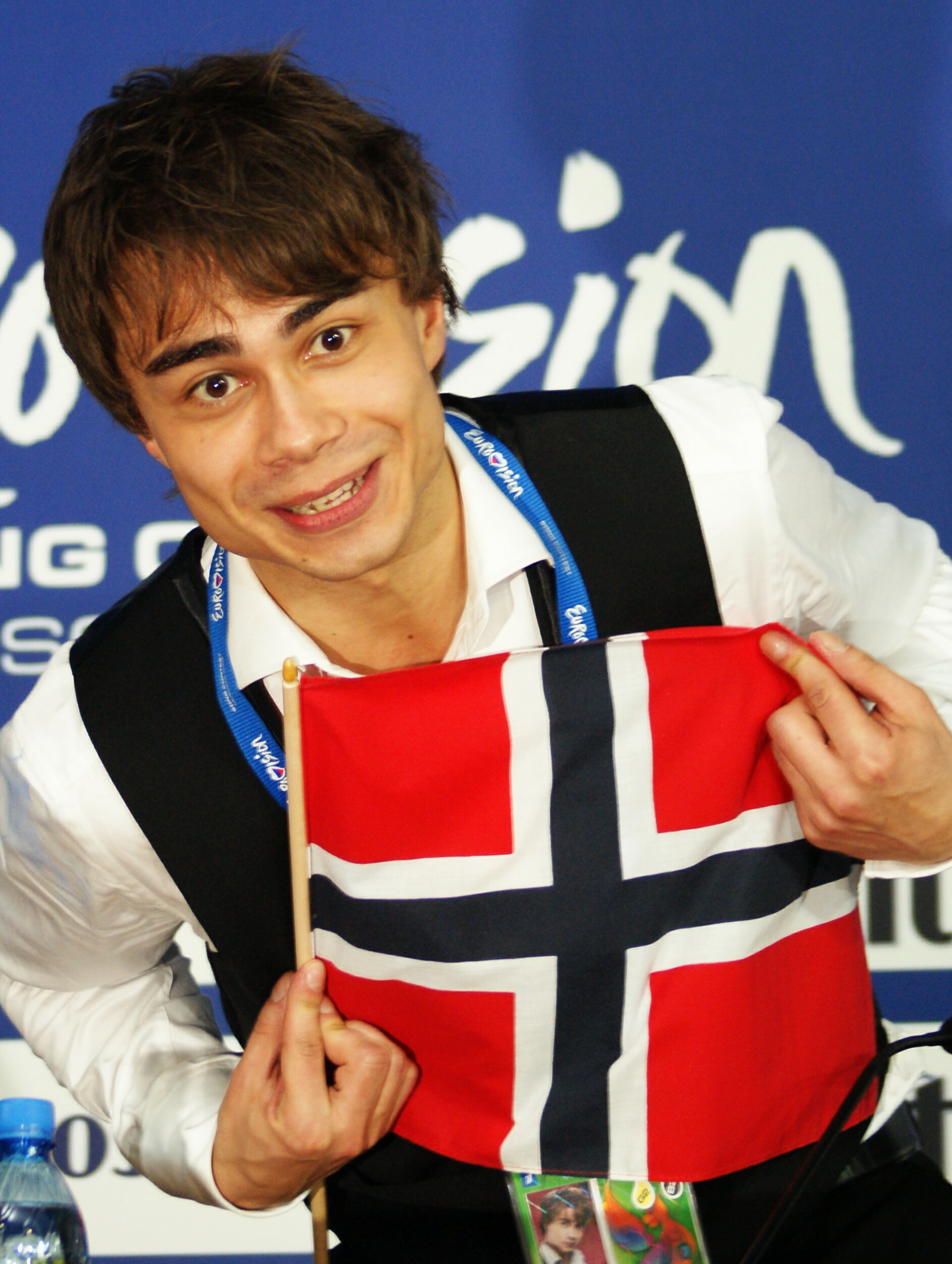
Alexander Rybak, az 54. Eurovíziós Dalfesztivál nyertese

- május 16. – A Moszkvában rendezett 54. Eurovíziós Dalfesztivál nyertese a norvég színekben induló belarusz születésű Alexander Rybak lett, a Fairytale című saját szerzeményével, így a 2010-es Eurovíziós Dalfesztivál megrendezése Norvégiára hárult.
- május 17. – Srí Lanka-i kommandósok megölik a tamil lázadószervezet politikai szárnyának vezetőjét, Balaszingham Nadeszant és két másik lázadóvezért.[185]
- május 19.
  - Leteszi a hivatali esküt a Szalám Fajjád vezette új palesztin kormány. (A 23 miniszteri tárcából négyet nő tölt be, s a kabinetben most sem kapott helyet a Gázai övezetet kormányzó Hamász radikális iszlám mozgalom.)[186]
  - A képviselői költségtérítések ügyében kirobbant súlyos belpolitikai botrány miatt távozik posztjáró Michael Martin, a brit parlament alsóházának elnöke. (Több mint háromszáz éve most fordul elő első ízben, hogy a londoni alsóház elnöke idő előtt távozni kényszerül, ilyesmi legutóbb 1695-ben történt.)[187]
  - Srí Lanka elnöke, Mahinda Rajapakse bejelenti, miszerint a hadsereg „megsemmisítő győzelmet” aratott a lázadó tamil tigrisek felett, s ezzel vége az országban dúló polgárháborúnak.[188]Joe Biden amerikai alelnök és Boris Tadić szerb elnök Belgrádban

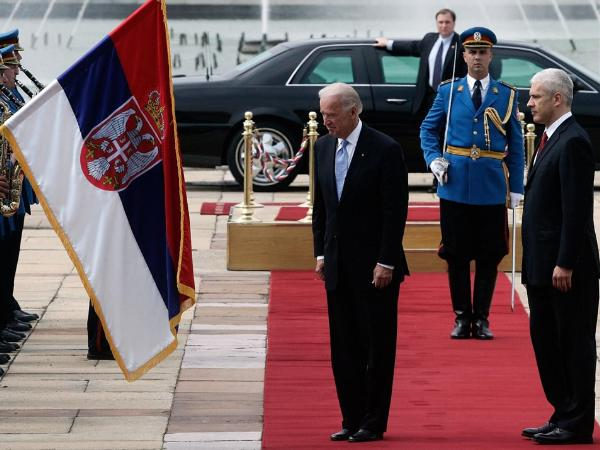
Joe Biden amerikai alelnök és Boris Tadić szerb elnök Belgrádban

- május 20. – Viliam Turský személyében új környezetvédelmi minisztere van Robert Fico vezette szlovák kabinetjének.[189]
- május 21. – Ugyan Anita az első magyar nő, aki egy nemzetközi expedíció tagjaként feljut a Mount Everestre.[190]
- május 22. – Orosz–EU csúcs Habarovszkban.[191]
- május 23.
  - Az elnököt közvetve választó – 1224 tagú –, úgynevezett szövetségi közgyűlésben ismét Horst Köhlert választják Németország államfőjévé.
  - Nepálban a parlament Madhav Kumar Nepalt, az Egyesült Marxista-Leninista Kommunista Párt (UML) főtitkárát választja az ország új kormányfőjének.[192]
- május 24.
  - Tizenhatan megsebesülnek Bécsben egy indiai vallási közösség templomában lezajlott lövöldözésben, illetve az azt követő dulakodásban.[193] (A támadás célpontja a Bécs nyugati részében álló szikh imahely két guruja, akik közül az egyik másnap belehalt sérüléseibe.[194])
  - Iráni–afgán–pakisztáni minicsúcs Teheránban. (A találkozó fő témái a terrorizmus és a kábítószer-kereskedelem elleni küzdelem)[195]
- május 25.
  - Két halálos áldozattal végződnek azoknak a zavargásoknak, amelyek az indiai Pandzsáb államban törtek ki a 24-i bécsi szikh templom elleni támadás után.[196]
  - Az izlandi kormány benyújtja a törvényhozásban azt az indítványt, amelyben parlamenti felhatalmazást kér a csatlakozási tárgyalások megkezdésére az Európai Unióval.[197]
  - Közös nyilatkozatban szólítja fel az Európai Unió és az Egyesült Államok a georgiai kormányoldalt és az ellenzéket, hogy feltételek szabása nélkül kezdjenek tárgyalásokat egymással, továbbá hogy tartsák tiszteletben a jogállamiságot, a békés demonstrálás jogát, és kerüljék el az erőszakot.[198]
  - Észak-Korea sikeres nukleáris kísérletet hajt végre, és kipróbál egy rövid hatótávolságú rakétát.[199] (Másnap újabb rakétakísérletet hajtott végre,[200] s ezt 26-ig összesen hat alkalommal ismétli meg.[201])
  - Összeül az ENSZ Biztonsági Tanácsa (BT), hogy megbeszéljék az észak-koreai kísérleti atomrobbantást.[202]
  - Magyarország elítéli az észak-koreai nukleáris kísérletet.[203]
- május 26. – Megszületik a Sajtószabadság Európai Chartája, amelyet 19 ország 46 főszerkesztője és vezető újságírója fogad el egy hamburgi újságíró-konferencián.[204]
  - Kenedi János történész pert nyer a strasbourgi Emberi Jogok Európai Bíróságán a magyar állammal szemben, mert a kutatóként megismerni kívánt iratokat annak ellenére sem adták ki neki, hogy jogerős bírói ítéletben kötelezték erre a hivatalos szerveket.[205]
- május 27.
  - Választási csalásban való bűnrészesség miatt tíz hónap felfüggesztett börtönre és 10 ezer euró pénzbüntetésre ítéli a bíróság Jean Tiberi nemzetgyűlési képviselőt, Párizs volt főpolgármesterét.[206]
  - Öngyilkos merénylő egy robbanóanyaggal megrakott kisteherautót vezet neki a pakisztáni Lahor város helyi rendőrségének, és a mellette működő hírszerzés épületeit védő barikádnak. (A terrorakcióban összeomlott a rendőrségi épület, 23 ember – jelentős része rendőr – életét veszítette, 250-en pedig megsebesültek.)[207]
  - Észak-Korea bejelenti, miszerint a továbbiakban nem tekinti magára nézve kötelezőnek az 1953-ban megkötött fegyverszüneti megállapodást, mivel hadüzenetnek tekinti Dél-Korea csatlakozását a tömegpusztító fegyverek elterjedését meggátló kezdeményezéshez (PSI).[208]
  - Jogerősen 14 év fiatalkorúak börtönében letöltendő büntetést kapnak a kaposvári diákgyilkosság elkövetői, miután a Pécsi Ítélőtábla helybenhagyja a Somogy Megyei Bíróság 2008. december 11-én hozott elsőfokú ítéletét. (A két kaposvári fiú 2008. május 21-én áldozatukat egy a Kaposvár melletti erdőbe csalták, ahol bottal, vésővel, betondarabokkal eszméletlenségig verték és egy tóba dobták, melybe belefulladt.)[209]
- május 28.
  - Dél-Koreában magasabb készültségbe helyezik a helyi és az ott állomásozó amerikai katonákat, miután Észak-Korea bejelentette a – több mint ötvenéves – fegyverszünet végét.[210]
  - A lengyel főváros önkormányzata Varsó díszpolgárává avatja a dalai lámát.[211] (A díszpolgári címet július 29-én adták át a varsói királyi várban tartott ünnepségen.[212])
  - A Richter-skála szerinti 7,1-es erősségű földrengés rázza meg Hondurast. (A földrengés epicentruma La Ceiba várostól 130 km-re volt északkeletre a nyílt tengeren, a hipocentruma 10 km-es mélységben.)[213]
- május 29.
  - Magyarországon is megjelenik az új influenza, s egy New Yorkban élő brazil állampolgárságú férfi az első H1N1–fertőzött.[214] (Az egri kórházban kezelt turista május 31-én elutazott Magyarországról.[215])
  - Sólyom László köztársasági elnök jelenlétében az olaszországi Visintiniben – a Doberdo-fennsíkon – felavatják azt a kápolnát, amelyet civil szervezetek állítottak helyre a térségben elesett magyar katonák emlékére.[216]
  - A Borsod-Abaúj-Zemplén Megyei Bíróság az olaszliszkai emberölés büntetőperében első fokon életfogytiglani fegyházbüntetésre ítéli a másodrendű vádlottat, öten 15 év fegyházbüntetést kapnak, a két fiatalkorúra vádlottra pedig 10 év, fiatalkorúak börtönében letöltendő börtönbüntetést szab ki.[217]
- május 30.
  - Összedől a tatarozás alatt álló, felbecsülhetetlen értékű Danok pagoda a mianmari Dalla városkában.[218]
- május 31.
  - Parlamenti választások Dél-Oszétiában. (Az Európai Biztonsági és Együttműködési Szervezet (EBESZ) nem volt hajlandó megfigyelőket küldeni, mivel csak Oroszország és Nicaragua ismerte el független államnak a Grúziától elszakadt területet.)[219]
  - Kilencvenhét éves korában, egy dél-angliai idősek otthonában elhunyt Millvina Dean, a Titanic utolsó túlélője. (Az idős asszony két hónapos volt, amikor az elsüllyeszthetetlennek hitt luxusgőzös 1912 áprilisában első útján jéghegynek ütközött, és elsüllyedt.)[220]

### Június
- június 1.

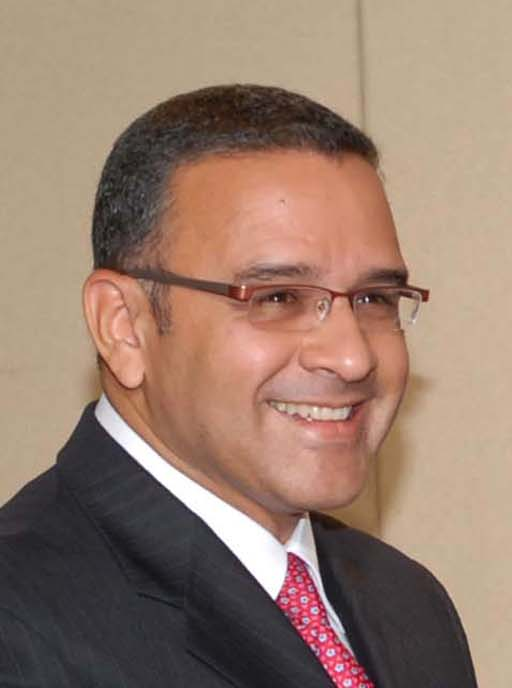
Mauricio Funes Salvador új elnöke

  - A hadászati támadó fegyverek leszereléséről folytat megbeszéléseket az orosz és az amerikai küldöttség Genfben. (A megbeszélésekre azért kerül sor, mivel a fegyverkezést szabályozó START-1 szerződés 2009 decemberében jár le.)[221]
  - Leteszi hivatali esküjét a közép-amerikai Salvador baloldali elnöke, Mauricio Funes.[222]
- június 3. – Nem tud államfőt választani a második szavazási fordulóban sem a moldovai parlament, ezért feloszlatják a törvényhozást.[223]
- június 4. – Lemond Joel Fitzgibbon ausztrál védelmi miniszter. A politikus azért volt kénytelen megválni tárcájától, mivel nyilvánosságra került, hogy találkozót szervezett az ausztrál hadsereg egészségügyi parancsnoki tisztségét betöltő tábornok és fivére között, aki egy biztosító társaság vezetője.[224]
- június 5.
  - Orvlövész végez az Oroszországhoz tartozó Dagesztán belügyminiszterével, Adilgerei Magomedtagirovval egy lakodalmon.[225]
  - Átalakítja kormányát Gordon Brown brit miniszterelnök, miután az elmúlt napokban a kabinet több tagja is lemondott.[226]
  - A Richter-skála szerinti 6,3-as erősségű földmozgás rázza meg Japán legnagyobb szigetének, Hokkaidó partjainál.[227]

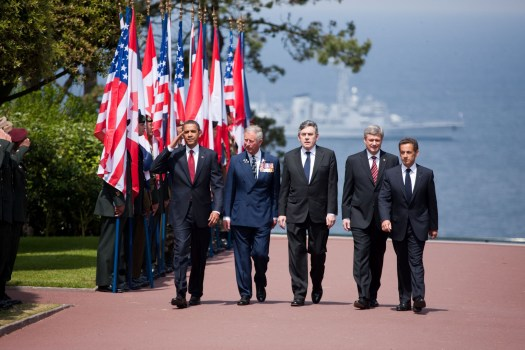
A D –Day 65. évfordulója

- június 6. – Vezető nyugati politikusok emlékeznek meg a helyszínen a normandiai partraszállás 65. évfordulójáról. A megemlékezésen részt vesz Barack Obama amerikai és Nicolas Sarkozy francia elnök, továbbá Gordon Brown brit és Stephen Harper kanadai miniszterelnök, illetve Károly walesi herceg.
- június 7. – Európai parlamenti választás Magyarországon (az Európai Unió más országaiban is egységesen június 4. és 7. között tartják).
- június 8. – Nyugatbarát kormány alakul Libanonban.[228]
- június 10. – A moldovai parlament megválasztja a köztársaság új kormányát, új miniszterelnök Zinaida Greceanîi eddigi ügyvezető kormányfő lett.[229]
- június 11–12. – A NATO-országok védelmi minisztereinek brüsszeli tanácskozása.[230]
- június 12.
  - Elnökválasztás Iránban.[231]
  - Benyújtja lemondását Hatojama Kunio japán belügyminiszter, aki ragaszkodott az állami postaszolgálat elnökének leváltásához, ám ezzel pártjának több tagja nem értett egyet.[232]
- június 12–13. – Hét európai uniós tagállam államfőinek találkozója Nápolyban, melyen Sólyom László köztársasági elnök is részt vesz.[233]
- június 13.
  - Irán hivatalosan bejelenti, hogy az előző napi elnökválasztást – a szavazatok 62,6%-ával – Mahmud Ahmadinezsád nyeri, azonban ezt kihívója – aki a szavazatok 33,75%-át szerzi meg –, Mir Hoszein Muszavi vitatja és hívei Teheránban összecsapnak a rendfenntartó erőkkel.[234]
  - Nemzetközi Adalbert-díjjal tüntetik ki Göncz Árpádot, a Magyar Köztársaság volt elnökét. (A német Adalbert Alapítvány által adományozott elismerést az alapszabályzatnak megfelelően a Cseh Köztársaság elnöke, Václav Klaus adta át Prágában, a Hradzsinban.)[235]
- június 15.
  - A Magyar Nemzeti Bank kibocsátja az új 200 forintos címletű érmét.[236]
  - Rálőnek az Ahmadinezsád újraválasztott elnök ellen tüntetőkre Teherán Azadi téren.[237]
  - Grúz rohamrendőrök erővel feloszlatnak egy kisebb ellenzéki tüntetést Tbiliszi egyik rendőrségi központja előtt.[238]
  - Beiktatják hivatalába Pozsonyban a régi–új szlovák államfőt, Ivan Gašparovičot. (Szlovákia nem egészen húszéves történetében ő az első köztársasági elnök, akit másodszor is megválasztottak.)[239]
- június 16. – Irán egyik legbefolyásosabb testülete, az Őrök Tanácsa bejelenti, hogy kész újraszámolni az elnökválasztáson leadott szavazatokat,[240] közben az ország legfőbb vallási és politikai vezetője egységre szólítja fel a nemzetet a vitatott elnökválasztás négy jelöltjének képviselőivel tartott találkozón.[241]
- június 17. – Az iráni elnökválasztáson vesztes reformpárti elnökjelölt, Mir Hoszein Muszavi több tízezer híve gyűl össze Teherán központjában, hogy tiltakozzon a voksolás – szerintük meghamisított – hivatalos eredménye ellen.[242]
  - A rendőrség terrorakciók és emberölés előkészületének gyanújával őrizetbe veszi Budaházy Györgyöt.[243]
- június 19. – Lemond püspöki tisztségéről Tőkés László – aki 1990 óta vezette a Királyhágómelléki Református Egyházkerületet –, mivel EP–képviselői mandátumot szerez.[244]
- június 20. – Négyszázötvenhét embert vesznek őrizetbe Teherán központjában a rendőrök és a tüntetők összecsapását követően. (A tiltakozások során 40 rendőr megsebesült és több mint 30 kormányépület megrongálódott.)[245]
- június 21. – A Richter-skála szerinti 4-5-ös erejű földrengés rázza meg Horvátországot és Bosznia-Hercegovinát.[246]
- június 22.
  - A Richter-skála szerinti 4,4-es földrengés rázza meg az olaszországi L’Aquila térségét.[247]
  - Hozzávetőleg ezren tüntetnek Teherán központjában Mahmud Ahmadinezsád iráni elnök vitatott újraválasztása ellen; a parlament volt elnöke a választás semmisnek nyilvánítását kéri.[248]
  - Barack Obama amerikai elnök aláírja a dohányzásellenes törvényt, amely példátlan jogokkal hatalmazza fel a szövetségi élelmiszer- és gyógyszerfelügyeletet a dohánytermékek reklámozásának és előállításának szabályozására.[249]
  - Robbantásos merényletben életveszélyesen megsebesül Junusz-Bek Jevkurov ingusföldi elnök.[250]
  - Az Országgyűlés harmadik próbálkozásra megválasztja Baka Andrást a Legfelsőbb Bíróság elnökének.[251]
- június 23.
  - Franciaországban átalakul a François Fillon vezette kabinet.[252]
  - Irán legfőbb vallási és politikai vezetője, Ali Hámenei ajatollah öt nappal meghosszabbítja az elnökválasztás lebonyolítását érintő panaszok kivizsgálásának a határidejét.[253]
  - Az iráni Őrök Tanácsa kizárja annak lehetőségét, hogy megsemmisítse a 12-i elnökválasztás eredményét.[254]
  - Elhagyja börtönét Abdel-Azíz Dvejk, a Hamász többségű palesztin parlament elnöke, akit három éve ítéltek el Izraelben.[255]
- június 24.
  - A pakisztáni hatóságok meghiúsítanak egy merényletsorozatot, amelynek öt európai állam – köztük Magyarország – iszlámábádi nagykövetsége, és a Dél-afrikai Köztársaság diplomáciai képviselete volt a célpontja.[256]
- június 25.
  - Farrah Fawcett meghal rákban.
  - Michael Jackson meghalt. A halál oka különféle gyógyszerek kombinációja.
  - Az A(H1N1) vírus jelentette veszélyről, az AIDS megelőzéséről és egészségpolitikai kérdésekről tanácskozik a Visegrádi Négyek egészségügyi miniszterei Varsóban.[257]
  - Hetven egyetemi tanárt vesznek őrizetbe Iránban a kormányellenes tüntetések során.[258]
- június 26.
  - Az amerikai törvényhozás elfogadja a gázkibocsátást korlátozó törvényt. (A tervezet értelmében 2020-ig a globális felmelegedést generáló gázok kibocsátását 17 százalékkal kell csökkenteni a 2005-ös szinthez képest.)[259]
  - Hágai börtönéből észtországi Tartuba szállítják Milan Martić-ot, a horvátországi szerbek egykori miniállamának – a Krajinai Szerb Köztársaságnak – az utolsó elnökét, hogy letöltse a Nemzetközi Törvényszék által háborús bűnök miatt kiszabott börtönbüntetését.[260]
  - Tüntetők megtámadják Irán svédországi nagykövetségét.[261]
  - Írország elismeri a homoszexuálisok élettársi viszonyát. (A törvény olyan, korábban megtagadott jogokat biztosít a melegeknek, mint például az öröklés joga, a tartási kötelezettség vagy a közös otthon védelme, azonban házasságot továbbra sem köthetnek.)[262]
- június 28.
  - Katonai puccs Hondurasban. (Manuel Zelaya baloldali elnököt letartóztatta a katonaság, és egy légitámaszpontra szállították.)[263]
  - Nagy-Britannia teheráni nagykövetségének nyolc helyi alkalmazottját veszik őrizetbe az iráni hatóságok az elnökválasztások utáni zavargásokban való tevékeny részvétel vádjával.[264]
  - Parlamenti választások Albániában.[265]
- június 29.
  - A szavazatok részleges újraszámlálása után az Őrök Tanácsa megerősíti, hogy az elnökválasztás első fordulóját Mahmud Ahmadinezsád nyerte.[266]
  - A parlament 195 igen, 165 nem és egy tartózkodás mellett megszavazza a vagyonadóról szóló törvényt,[267] kis kiegészítéssel elfogadja a gyed szigorításáról és a családi pótlék befagyasztásáról szóló törvényt,[268] továbbá nagy többséggel módosítja az alkotmányt, így a képviselők is az általános szabályok szerint adóznak majd 2010-től, minden jövedelmük után.[269]
- június 30.
  - Az amerikai hadsereg átadja a városok és a falvak ellenőrzését az iraki biztonsági szolgálatoknak.[270]
  - A Richter-skála szerinti 5,1-es erősségű földrengés rázza meg Kína Szecsuan tartományát. (A rengés epicentruma Csengdutól 90 kilométerre, északra volt.)[271]

### Július
- július 1.
  - 20-ról 25 százalékra emelkedik az áfa általános kulcsa, mely alól kivétel a tej és tejtermékek, a gabona és a távhő.[272]
  - Svédország átveszi az Európai Unió soros elnöki tisztét.[273]
  - Ivo Sanader horvát miniszterelnök lemond a kormányfői és a pártelnöki posztjáról.[274]
  - Lemond Budapest II. kerületében betöltött MDF-elnöki tisztségéről, és elhagyja a pártot Porkoláb Mátyás húsz párttársával együtt.[275]
- július 2. – A Fővárosi Ítélőtábla jogerősen feloszlatja a Magyar Gárda Hagyományőrző és Kulturális Egyesületet.[276]
- július 3.
  - Sarah Palin alaszkai kormányzó, volt alelnökjelölt bejelenti, hogy a hónap végén lemond kormányzói tisztségéről.[277]
  - Horvátországban is megjelenik a H1N1. (Az Egészségügyi Világszervezet adatai szerint 125 országban mutatták ki a H1N1 vírust, s csaknem 90 ezren betegedtek meg, 382-en pedig meghaltak.)[278]
  - A Richter-skála szerint 4,1-es erősségű földrengés rázza meg az olaszországi L’Aquilát.[279]
- július 4. – Honduras kilép az Amerikai Államok Szervezetéből.[280]
- július 5. – Etnikai zavargások törnek ki Kína Hszincsiang-Ujgur autonóm régiójában.[281] (A hivatalos adatok szerint a zavargásokban több mint 150 ember vesztette életét.[282])
- július 6. – A horvát parlament – 83 igen és 45 nem szavazattal – Jadranka Kosort választja meg miniszterelnöknek.[283]

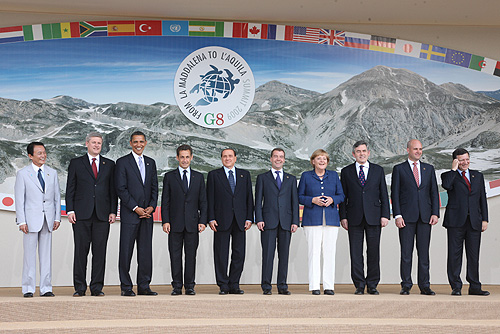
A G8-ak L’Aquilában

- július 8. – Jordánia – a negyedik arab államként – elismeri Koszovó függetlenségét.[284]
- július 8–10 – Az áprilisban földrengéstől sújtott olasz városban, L’Aquilában rendezik a hét legfejlettebb ipari állam és Oroszország (G8) csúcstalálkozóját.[285]
- július 9.
  - Közepes erejű földrengés rázza meg Kína délnyugati Jünnan tartományát.[286]
  - Az Európai Unió vezetői hivatalosan is a portugál José Manuel Barrosót jelölik az Európai Bizottság élére a következő öt évre.[287]
- július 10–22. – Az 50. Nemzetközi Matematikai Diákolimpia megrendezése Brémában.
- július 12.
  - Az SZDSZ küldöttei nagy többséggel Retkes Attila zenetörténész-közgazdászt választja a párt elnökéül.[288]
  - Beiktatják hivatalába Litvánia első női államfőjét, a korábban európai biztosként dolgozó Dalia Grybauskaitėt.[289]
  - Elnökválasztás a Kongói Köztársaságban, melyet Denis Sassou-Nguesso elnök nyer meg a leadott szavazatok 78,6%-ával.[290]

- július 13.

A Nabucco földgázvezeték nyomvonala és kapcsolatai

  - Ankarában aláírják a kormányközi megállapodást a Nabucco földgázvezetékről; a magyar delegációt Bajnai Gordon miniszterelnök vezeti.[291]
  - Zavargások törnek ki Belfastban, ahol katolikus fiatalok Molotov-koktélokkal dobálták meg a hagyományos nyári protestáns felvonulások útvonalát biztosító rendfenntartó alakulatokat.[292]
- július 14.
  - Jerzy Buzek volt lengyel kormányfő, a szocialisták és a liberálisok támogatását is élvező konzervatív néppárti képviselő tölti be az Európai Parlament elnöki tisztét,[293] míg Schmitt Pált az Európai Unió képviselő-testületének egyik alelnökének választják.[294]
  - Oszkó Péter pénzügyminiszter azonnali hatállyal felmenti beosztásából a Magyar Nemzeti Vagyonkezelő Zrt. vezérigazgatóját, Tátrai Miklóst.[295]
  - A Tanzániában működő törvényszék népirtásban való részvétel, valamint emberiesség ellen elkövetett bűntettek vádjában bűnösnek találja – a hutu törzsből származó Kigali kormányzóság vezetőjét – Tharcisse Renzahót és életfogytiglani börtönre ítéli.[296]
  - Sólyom László köztársasági elnök nem írja alá a társasházi törvény módosítását tartalmazó törvényt, és azt megfontolásra visszaküldi az Országgyűlésnek.[297]
  - Benyújtja lemondását Monica Iacob-Ridzi román ifjúsági és sportminiszter a körülötte kirobbant sikkasztási botrány miatt; helyét Sorina-Luminiţa Plăcintă szenátort veszi át.[298]
- július 15.
  - A Richter-skála szerinti 7,8-as erősségű földrengés rázza meg Új-Zélandot. (A földmozgás epicentruma Invrecargill várostól 161 kilométerre, a Déli-sziget nyugati részén volt, fészke pedig húsz és fél kilométeres mélységben.)[299]
  - Meghal az első magyar új influenzás beteg. (Az ÁNTSZ dél-dunántúli regionális tiszti főorvosa az A(H1N1) vírussal fertőződött halálát csak július 22-én teszi közzé.)[300]
- július 16.
  - Fegyveresek lelövik az ENSZ Menekültügyi Főbiztosságának egyik tisztviselőjét – az északnyugat-pakisztáni Pesavar melletti – Kacsa Gariban lévő menekülttábor közelében.[301]
  - Németország és Oroszország közötti politikai és gazdasági kapcsolatok erősítésében állapodik meg Angela Merkel német kancellár és Dmitrij Medvegyev orosz államfő a München melletti Schleissheimi kastélyban.[302]
  - Hatvannapos tűzszünetet hirdet éjféltől az „olajháborút” folytató Mozgalom a Niger-delta Egyenjogúságáért (MEND) elnevezésű nigériai lázadószervezet, miután a hatóságok szabadon engedték vezetőjét.[303]
- július 17.
  - Kilenc ember – között egy új-zélandi állampolgár – életét veszíti, ötvenen pedig megsebesülnek abban a két jakartai luxusszállodában ahol – nagyjából egy időben – ismeretlen tettesek pokolgépet robbantanak. (Az első robbanás a Marriott szállodában történt, majd öt perccel később a Ritz-Carlton hotelben is detonáció volt.)[304]
  - Rogombé ideiglenes gaboni államfő Paul Biyongé Mba korábbi mezőgazdasági minisztert nevezi ki kormányfőnek, az augusztus 30-ai elnökválasztáson indulni kívánó Jean Eyeghe Ndong helyett.[305]
  - Ismeretlen iszlamista lázadók tüzet nyitnak Ruszlan Balajev ingusföldi sportügyi és idegenforgalmi miniszter szolgálati autójára; a támadásban hárman sérülnek meg.[306]
- július 18. – Háromoldalú román–szerb–magyar külügyminiszteri találkozó Temesváron.[307]
- július 20.
  - Lemond a Nemzetbiztonsági Hivatal főigazgatója, Laborc Sándor dandártábornok. (A lemondást szeptember 1-jei hatállyal elfogadta Bajnai Gordon miniszterelnök.)[308]
  - Korrupció vádjával hét és fél évi börtönre ítéli egy perui bíróság Alberto Fujimori volt államfőt.[309]
  - Beismeri bűnösségét az előző évi mumbai terrortámadásokat végrehajtó csoport egyetlen életben maradt tagja egy indiai bíróság tárgyalásán.[310]
- július 21. – Aszó Taró japán kormányfő feloszlatja a parlamentet.[311] Napfogyatkozás 2009. július 21–22-én Délkelet-Ázsiában és a Csendes-óceánon

Napfogyatkozás 2009. július 21–22-én Délkelet-Ázsiában és a Csendes-óceánon

- július 22. – Teljes napfogyatkozás Észak-Indiában, Kelet-Nepálban, Dél-Kínában és a Csendes-óceánon. (A 21. század leghosszabb napfogyatkozása – kb. 6 percig tart.)[312]
- július 23.
  - Össur Skarphedinsson izlandi külügyminiszter benyújtja országa csatlakozási kérelmét az Európai Unió soros elnöki tisztségét betöltő Svédország külügyminiszterének, Carl Bildtnek.[313]
  - Elnökválasztást tartanak Kirgizisztánban.[314]
  - A Magyar Honvédség kivonja a hadrendből a Mi–8-as utasszállító helikoptert.[315]
- július 24.
  - Lemond az iráni első alelnök, Rahim Masaje.[316]
  - A délszláv háborús bűnöket vizsgáló hágai bíróság 15 hónap börtönbüntetésre ítéli Vojislav Šešeljt, mert védett tanúkról írt egy 2007-ben megjelent könyvében.[317]
  - Ellenzéki tüntetők közé lő a rendőrség egy dél-jemeni tartomány székhelyén, melynek során tizenketten meghalnak, több tucatnyian megsebesülnek. (A mintegy ötezer tüntető az ellen tiltakozott, hogy szerintük a kormány hátrányosan kezeli az amúgyis szegényebb déli régiót. Jemen északi és déli része két külön ország volt az 1990-es egyesülésig, amit polgárháború előzött meg.)[318]
- július 25.
  - 111 éves korában, egy idősotthonban meghal Harry Patch, az I. világháború utolsó brit veteránja. (Az 1898-ban született Harry Patch részt vett a harmadik ypres-i csatában.)[319]
  - Felipe Massa Forma 1-es súlyos sérülése a Magyar nagydíjon.
  - Parlamenti választásokat tartanak az iraki Kurdisztánban, melyen Maszúd Barzanit választják meg az észak-iraki kurd autonóm régió elnökének.[320]
- július 26. – Leköszönt alaszkai kormányzói tisztéről Sarah Palin, akinek helyét Sean Parnell veszi át.[321]
- július 27.
  - A Magyar Honvédség EUFOR Kontingens 5. váltása megkezdi működését szarajevóban.[322]
  - Megkezdi működését az MH 47. Bázisrepülőtéren a stratégiai légiszállítási kezdeményezést biztosító Nehéz Légiszállító Ezred.[323]
  - A bolgár parlament beiktatja a Bojko Boriszov vezette kisebbségi kormányt. (A kabinet 162 szavazatot kapott a 240 fős törvényhozásban.)[324]
- július 28.
  - Az iraki hadsereg elfoglalja az Iránból 22 éve elmenekült ellenzéki erő, a Népi Mudzsahedek Dijála tartományban lévő táborát.[325]
  - Venezuela – a kolumbiai lázadóknak biztosított fegyverek miatt kirobban vita hatására – visszahívja nagykövetét a szomszédos Kolumbiából.[326]
- július 29.
  - Parlamenti választás Moldovában, ahol a kommunista párt 48, míg a polgári ellenzék pártjai 53 helyet szereznek a 101 tagú törvényhozásban.[327]
  - Gépkocsiba rejtett pokolgép robban az észak-spanyolországi Burgos városban, a helyi biztonsági erők egyik csendőrlaktanyájának közelében.[328]
- június 30. – Két csendőr életét veszti a spanyolországi Mallorca szigetén fekvő Calvià településen, ahol a csendőrlaktanya előtt felrobbant egy pokolgép.[329]
- július 31.
  - Lejár Jaap de Hoop Scheffer NATO-főtitkár mandátuma.[330]
  - Életveszélyes állapotban a veszprémi kórházba szállítják Bujtor Istvánt, a Veszprémi Petőfi Színház igazgatóját.

### Augusztus
- augusztus 1.

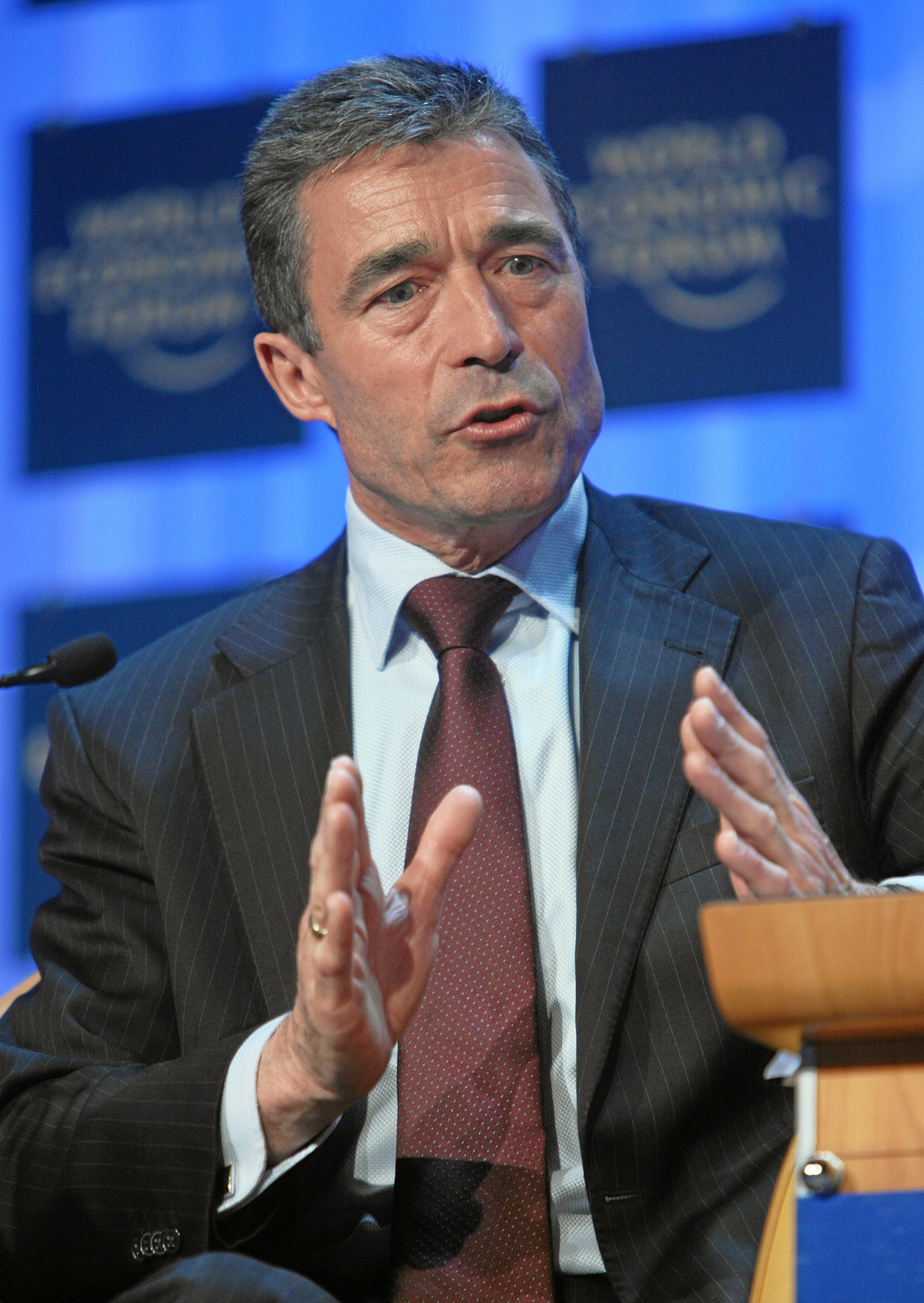
Az új NATO-főtitkár, A. F. Rasmussen

  - Átveszi hivatalát a NATO új főtitkára, a dán Anders Fogh Rasmussen.[331]
  - XVI. Benedek pápa a Castel Gandolfóban található nyári rezidenciáján fogadja a római vizes világbajnokságon részt vevő úszókból és kísérőikből álló küldöttséget.[332]
  - A malajziai rendőrség könnyfakasztó gránátokat vet be egy hozzávetőleg 10 ezer ember részvételével kezdődött tüntetés feloszlatásár Kuala Lumpurban, akik azért vonultak az utcára, hogy az ellen a törvény ellen tiltakozzanak, amely lehetőséget nyújt bírósági végzés nélküli fogva tartásra.[333]
  - Megkezdődik az iráni ellenzékiek pere Teheránban. (A vádlottak között van Mohamed Ali Abtahi volt alelnök és Mohszen Aminzade egykori külügyminiszter-helyettes.)[334]
  - Előzetes megállapodás születik Csolpon-Atában kirgiz és orosz vezetők között arról, hogy Moszkva második katonai támaszpontot létesíthet a közép-ázsiai országban.[335]
- augusztus 3.
  - Ali Hámenei ajatolláh, Irán legfőbb vallási és politikai vezetője hivatalos szertartás keretében jóváhagyja Mahmud Ahmadinezsád elnökké választását.[336]
  - A Szabolcs-Szatmár-Bereg megyei Kislétán ismeretlenek, saját otthonukban fegyverrel támadnak egy roma nőre és kiskorú gyermekére. (A támadásban az anya élet vesztette, míg lányát súlyos, életveszélyes sérülésekkel szállították kórházba a mentők.)[337]
  - Mozambikban átadják Afrika egyik leghosszabb hídját, a két és fél kilométeres építmény a Zambézi folyót íveli át Caia városnál.[338]
- augusztus 4. – Eduard Kokojti dél-oszétiai államfő meneszti Aszlanbek Bulancev kormányfőt és kormányát.[339]
- augusztus 5.
  - Vagyim Brovcevet, az uráli Cseljabinszk város egyik építőipari vállalkozásának vezetője alakít kormányt Dél-Oszétiában.[339]
  - Leteszi a hivatali esküt a teheráni parlamentben Mahmud Ahmadinezsád iráni elnök. (A törvényhozás épületénél több száz, a szerintük csalással hatalomra került elnök beiktatása ellen tiltakozó tüntetőt oszlat fel könnygázzal a rendőrség.)[340]
  - Megkegyelmez és elrendeli szabadlábra helyezését a júniusban elítélt két amerikai újságírónőnek Kim Dzsong Il azután, hogy Bill Clinton volt amerikai elnökkel találkozott.[341]
  - Stipe Mesić horvát elnök elítéli azokat a bűnöket, amelyeket szerbek ellen követtek el az 1995. augusztusi Vihar hadműveletben.[342]
  - Malajziában őrizetbe veszik és átadják a Srí Lanka-i katonai hatóságoknak a tamil lázadók új vezetőjét, Selvarasa Pathmanathant.[343]
- augusztus 8.
  - Leteszi a hivatali esküt Washingtonban Sonia Sotomayor, az amerikai legfelsőbb bíróság első spanyol ajkú bírája.[344]
  - Mahmúd Abbászt újraválasztják a Fatah élére.[345]
  - Az Európai integrációért elnevezéssel koalíciót hoz létre Moldovában a július 29-ei parlamenti választásokon győztes négy volt ellenzéki párt, a Moldovai Liberális Demokrata Párt, a Liberális Párt, a Demokrata Párt és a Mi Moldovánk pártszövetség.[346]
- augusztus 9. – A Richter-skála szerint 7,1-es erősségű földrengés rázza meg Japán keleti részét.[347]
- augusztus 10.
  - A nyugat-szlovákiai Nyitrabányán húsz bányász életét veszíti egy bányarobbanásban.[348]
  - Ban Ki Mun ENSZ–főtitkár levélben gratulál az újraválasztott iráni elnöknek, Mahmud Ahmadinezsádnak.[349]
  - A Richter-skála szerinti 7,6-os erejű földrengés rázza a meg az Indiához tartozó Andaman-szigeteket.[350]
- augusztus 12. – Saját irodájában lövik agyon Ruszlan Amirhanov ingusföldi építésügyi minisztert.[351]
- augusztus 12–17. – Az Óbudai-szigeten megrendezik a Sziget Fesztivált. (Ebben az évben rekordszámú, 390 000 látogató érkezik az eseményre.)
- augusztus 13. – Manuel Zelaya megbuktatott hondurasi elnök több ezer híve összecsap Tegucigalpában a rendőrséggel, akik könnygázt vetnek be ellenük. Néhány tüntető megtámadja Ramón Velazquez kongresszusi alelnököt.[352]
- augusztus 14. – A Gázai övezetben, az iszlamista Isten Harcosainak nevű fegyveres csoport vezetője, Abdel-Latif Musza kikiáltja az emirátust.[353] (A Hamász rendőrsége másnap egy rajtaütés során végez a szalafista vezetővel.)[354]
- augusztus 15. − Az al-ajúni esküvői mészárlás: szándékos gyújtogatás miatt 57 ember hal meg egy kuvaiti sátoros esküvőn.
- augusztus 16. – A Richter-skála szerint 7-es fokozatú földrengés rázza meg az indonéziai Szumátra szigetét.[355]
- augusztus 17.
  - Dmitrij Medvegyev orosz államfő leváltja az ingusföldi belügyminisztert, azt követően, hogy a nazranyi öngyilkos merényletben húsz ember életét veszti, 138-an pedig megsebesülnek.[356]
  - Felrobban egy transzformátor a dél-szibériai Hakaszföldön működő szajano-susenszkojei víztározóban, a balesetben nyolc ember meghal, tíz megsérül, továbbá 54 személyt eltűntnek nyilvánítanak. A súlyosan megrongálódott létesítmény két átvezető csatornája megsérül – mikor a robbanás lyukat üt a falon – és víz alá kerül az erőmű egyik gépterme.[357]
  - Megtalálják a július 30-án eltűnt máltai zászló alatt futó, finn tulajdonban lévő Arctic Sea teherhajót és 15 fős orosz legénységét a Zöld-foki-szigetektől néhány száz kilométerre.[358]
- augusztus 18. – Rakétatalálat éri az afgán elnöki palotát és Kabul rendőr-főkapitányságának épületét.[359]
- augusztus 19.
  - Korrupciós ügyek miatt Robert Fico szlovák miniszterelnök meneszti kormányából Viliam Turský környezetvédelmi minisztert.[360] (A tárca éléről 28-án távozik.)
  - Hat pokolgép-, illetve aknarobbanás rázza meg Bagdad szigorúan védett „zöld zónáját” és annak környékét, úgymint a külügyminisztérium és az ENSZ épületegyüttesét, valamint a pénzügyminisztérium épületét és a központi kormányépületet. A támadássorozatban közel 75 ember meghal és 310 megsebesül.[361]
- augusztus 20.
  - Elnök- és tartományi önkormányzati választások Afganisztánban.[362]
  - Szabadon engedik azt a líbiai férfit, akit hét éve életfogytig tartó börtönbüntetésre ítéltek a skóciai Lockerbie felett történt repülőgép robbantásért.[363]
- augusztus 21.
  - Pozsony megtagadja Sólyom László köztársasági elnöknek a Szlovák Köztársaság területére történő belépést.[364] (A köztársasági elnököt a helyi Szent István-szobor felavatására hívta Révkomáromba az esemény szervezőbizottsága.[365])
  - Egy debreceni szórakozóhelyen elfogták a 2008–2009-es romagyilkosságok tetteseit, Kiss Árpádot, Kiss Istvánt, Pető Zsoltot és az utolsó két támadásnál sofőrként közreműködő Csontos Istvánt.
- augusztus 23. – Nyolc bányász életét veszti, öt másik megsebesül a kelet-ukrajnai Donyeck egyik bányájában bekövetkezett szerencsétlenségben.[366]
- augusztus 24.
  - Csíkszeredában a Hargita és Kovászna megyei ortodox püspökséget, fennállásának 15. évfordulóján – ünnepi szertartás keretén belül, Emil Boc román kormányfő és Ecaterina Andronescu oktatási miniszter jelenlétében – Dániel bukaresti pátriárka érseki rangra emeli. (Ioan Selejan püspök a román ortodox egyház szent szinódusának június 18–19-i zsinatján kapta meg az érseki rangot.)[367]
  - A koszovói Pećben – ünnepélyes keretek között – végrehajtják a MH KFOR zászlóalj harmadik váltását, Nagy Jenő őrnagy Krakkai Csaba alezredesnek adja át a parancsnoki teendőket.[368]
- augusztus 25.
- augusztus 26. – Lemond a Zinaida Greceanîi vezette moldovai kormány.[369]
- augusztus 27.
  - A boszniai rendőrség őrizetbe veszi Petar Civcic rendőrtisztet és Branko Topola volt rendőrt, mert a vádhatóság szerint 1992 augusztusában másokkal együtt részt vettek az ország középső részén, a Vlašić hegységben található Korićanske Stijene mellett véghez vitt mészárlásban.[370]
  - Egyéves próbaüzem után adja át Szabó Imre környezetvédelmi és vízügyi miniszter a Rábán épített kétturbinás Kenyeri Vízerőművet.[371]
- augusztus 28.
  - A nyugat-kínai Csinghaj tartományt a Richter-skála szerint 6,2-es, míg az Indonéziához tartozó Celebesz szigetet 6,9-es fokozatú földrengés rázza meg.[372]
  - Az al-Kaida öngyilkos merénylője rátámad a szaúdi királyi család egyik tagjára, Mohammed bin Najef belügyminiszter-helyettesre Dzsiddában.[373]
- augusztus 29.
  - Az indiai űrhivatal elveszíti az összeköttetést az ország egyetlen, 2008. október óta a Hold körül keringő műholdjával.[374]
  - Kétszeri halasztás után fellövik a floridai Kennedy Űrközpontból a Discovery amerikai űrrepülőgépet.[375]
- augusztus 30.
  - Előrehozott parlamenti választás Japánban.[376]
  - A bledi Stratégiai Fórumon tanácskozik a magyar és a szlovák külügyminiszter.[377]
  - Tartományi választások Saar-vidéken, Türingiában és Szászországban, melynek eredményeként a Németország Szociáldemokrata Pártja (SPD) Türingiában és Saar-vidéken a zöldekkel és a Baloldal nevű párttal alakíthat kormányt, míg Szászországban a Kereszténydemokrata Unió (CDU) maradhat kormányon.[378]
  - Elnök választást tartanak Gabonban, melyen a szavazatok 41,7%-át Ali Bongo Ondimba szerzi meg.[379]
- augusztus 31. – A líbiai Tripoliban megkezdődik az Afrikai Unió (AU) rendkívüli csúcsértekezlete.[380]
- augusztus 31.–szeptember 25. – A Magyar Honvédség Ercsiben rendezi meg a Bevetési Irány 2009 elnevezésű számítógéppel támogatott harcászati gyakorlatát.[381]

### Szeptember
- szeptember 1.
  - Több ezren tüntetnek a szlovák nyelvtörvény ellen Szlovákia budapesti nagykövetsége előtt, továbbá Brüsszelben, Dunaszerdahelyen és Kishegyesen.[382]
  - Az Európai Unióban 75 wattosnál erősebb villanykörtéket tilos gyártani, vagy oda importálni.[383]
  - Lengyelországban, a Gdańsk melletti Westerplatte-félszigeten, lengyel állami vezetők, diplomaták és egykori katonák részvételével kezdetét veszik a második világháború kitörésének 70. évfordulójára rendezett emlékünnepségek.[384]
- szeptember 2.
  - A kelet-afganisztáni Lagmán tartomány Mehterlam településén ismeretlen fegyveresek megölik az afganisztáni titkosszolgálat helyettes vezetőjét.[385]
  - A Richter-skála szerinti 7-es erősségű földmozgás rázza meg az indonéziai Jáva szigetét.[386]
- szeptember 3. – Lemond Türingia tartomány miniszterelnöke, Dieter Althaus.[387]
- szeptember 5.
- szeptember 6. – A Richter-skála szerinti 5,4-es fokozatú földrengés rázta meg Albánia északkeleti hegyvidéki részét.[388]
- szeptember 7.
  - Szamoában a balra tartás lép életbe a korábbi jobb oldali közlekedés helyett.[389]
  - Benyújtja lemondását a tajvani miniszterelnök, Liu Csao-siuan.[390]
- szeptember 8. – A Richter-skála szerinti 6,2-es fokozatú földrengés rázza meg Grúziát.[391]
- szeptember 9. – Michel Szulejmán libanoni államfő nem hagyta jóvá az augusztus végi választáson győztes Szaad Haríri megbízott miniszterelnök által benyújtott kormánylistát.[392]
- szeptember 10.
  - Vladimir Voronin moldvai államfő – szeptember 14-i hatállyal – Vitalie Pîrlog korábbi igazságügy-minisztert nevezi ki ügyvezető kormányfővé.[393]
  - Hugo Chávez Moszkvában tárgyal Dmitrij Medvegyevvel. A venezuelai elnök bejelenti, hogy elismeri a Grúziából kiszakadt Abháziát és Dél-Oszétiát.[394]
- szeptember 11.
  - Fodor Gábor, az SZDSZ korábbi elnöke – szeptember 14-ei hatállyal – lemond parlamenti mandátumról.[395]
  - Vladimir Voronin moldovai államfő bejelenti, miszerint távozik hivatalából és átadja a hatalmat a Nyugat-barát pártok koalíciójának. (Az államfő távozása után Mihai Ghimpu házelnök lesz az ügyvezető köztársasági elnök.)[396]
  - A Richter-skála szerinti 4,5–4,7-es erősségű földrengés rázza meg Törökország Konya tartományát.[397]
  - Szlovén–horvát kormányfői találkozó Ljubljanában, melynek végén megállapodnak a két ország határvitájának rendezéséről.[398]
  - Ismeretlen támadók rakétákat lőnek ki Libanon déli részről Izraelre, amire a zsidó állam tüzérsége válaszol.[399]
- szeptember 11–12. – A visegrádi négyek államfőinek csúcstalálkozója a lengyelországi Sopotban.[400]
- szeptember 12.
  - Készültségbe helyezik az ENSZ békefenntartóit és a libanoni hadsereget, miután előző nap rakétákat lőttek ki ismeretlen támadók Dél-Libanonból Izrael északi részére.[401]
  - Mintegy 1500 fő részvételével tartják Pestszentimrén az Evangélikus Presbiterek Első Országos Találkozóját.[402]
- szeptember 13.
  - A Richter-skála szerint 6,2-es erősségű földrengés rázza meg Venezuelát, melynek epicentruma Caracastól mintegy száz kilométerre északnyugatra helyezkedik el.[403]
  - Egyiptomi–izraeli csúcstalálkozót tartanak az egyiptomi fővárosban, Kairóban.
- szeptember 14.
  - Roberto D’Alessandro olasz dandártábornok átveszi a koszovói Többnemzeti Harci Kötelék–nyugati szektor (MNTF-W) parancsnokságát a szintén olasz Roberto Perretti dandártábornoktól.[404]
  - A távozó Szili Katalin helyére a parlamenti képviselők – titkos szavazással, 319 igen és 22 nem szavazattal – Katona Bélát választják meg az Országgyűlés új elnökének.[405]
  - Norvégiában újraválasztják a Jens Stoltenberg vezette balközép kormányt.[406]
  - Moldovában a korábbi igazságügy-miniszter, Vitalie Pîrlog alakít kormányt.[393]
- szeptember 14–25. – Kilenc ország részvételével Belgiumban kerül megrendezésre a Logical Response 09 elnevezésű hadgyakorlat, melyen a Magyar Honvédséget a MH 86. Szolnok Helikopterbázis 30 katonája és egy-egy harci-, illetve szállítóhelikoptere képvisel.[407]
- szeptember 15.
  - Életbe lép a köztulajdonban álló gazdasági társaságok működésének átláthatóbbá tételéről szóló kormányrendelet,[408] melynek értelmében nyilvánossá válik az állami és önkormányzati cégek vezetőinek javadalmazása. (A Magyar Nemzeti Bank elnökének havi bruttó jövedelme – a kormányrendelet életbelépésekor – közel 8 millió forint, míg a Magyar Nemzeti Vagyonkezelő Zrt. vezérigazgatójáé 3,5 millió forint.)[409]Japán új kormányfője, Hatojama Jukio

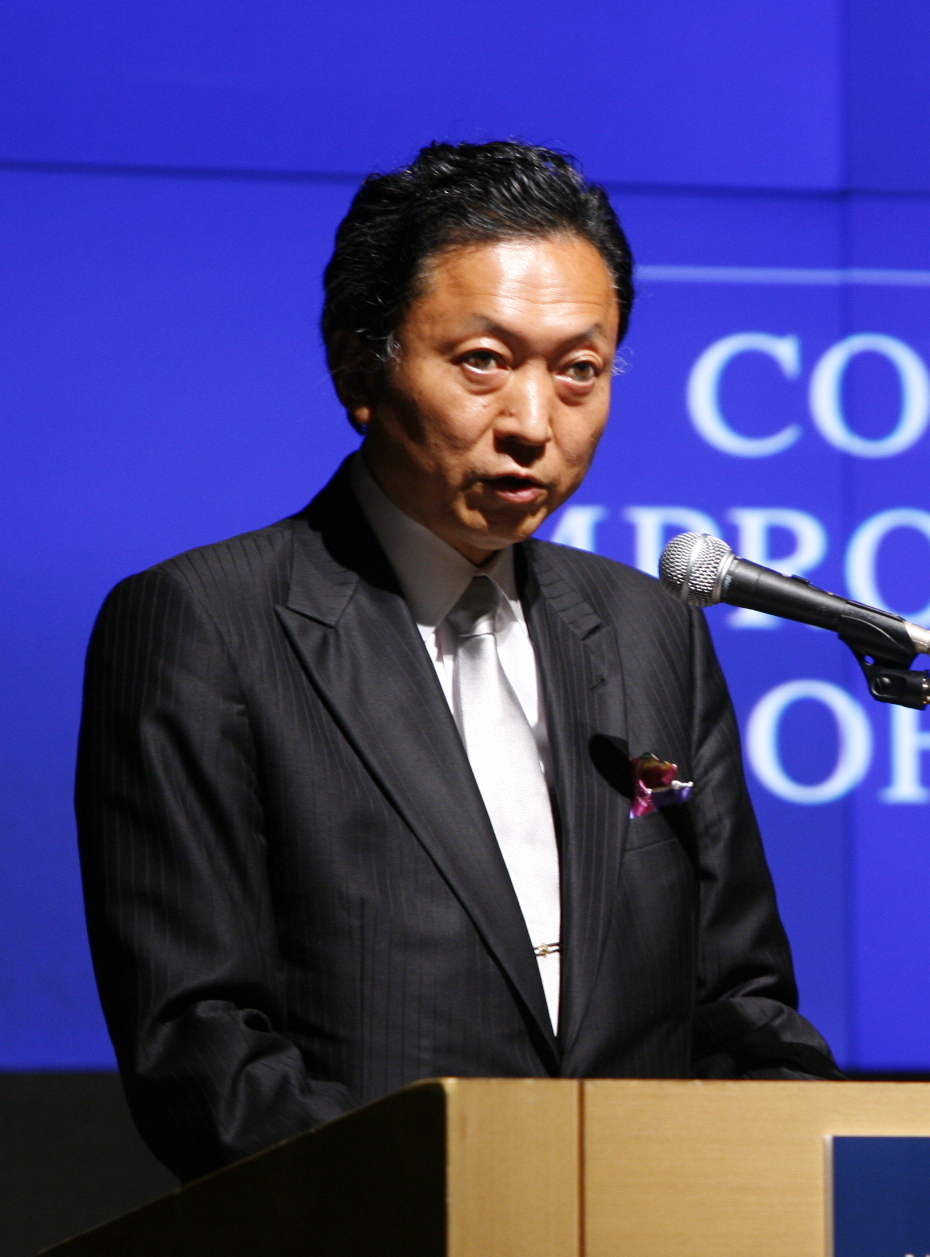
Japán új kormányfője, Hatojama Jukio

  - Knut Vollebaek, az Európai Biztonsági és Együttműködési Szervezet (EBESZ) kisebbségi főbiztosa budapesti sajtótájékoztatóján kijelenti, miszerint a szlovák nyelvtörvény nem szükségszerűen ellentétes az európai normákkal.[410]
  - New Yorkban megnyílik az ENSZ–közgyűlés 64. ülésszaka. A világszervezet közgyűlésének új elnöke a líbiai Ali Triki.[411]
- szeptember 16.
  - A japán parlament beiktatja hivatalába az ország új kormányfőjét, Hatojama Jukiót.[412]
  - Első fokon egy év – három évre felfüggesztett – börtönbüntetésre ítéli az alkotmányos rend erőszakos megváltoztatásának előkészülete miatt Budaházy Györgyöt a Fővárosi Bíróság.[413]
  - Újraválasztja Strasbourgban az Európai Parlament José Manuel Barrosót az Európai Bizottság elnökévé.[414]
  - A Richter-skála szerinti 4,3-as erősségű földrengés rázza meg Görögország Lamia városához közel vidékét.[415]
  - Libanonban ismét Szaad Haríri kap megbízást Michel Szulejmán államfőtől a nemzeti egységkormány megalakítására.[416] (Első alkalommal június 27-én bízta meg kormányalakítással a libanoni elnök.)[417]
- szeptember 17.
  - Az EU-s tagországok állam- és kormányfőinek brüsszeli csúcstalálkozója.[418]
  - Bajnai Gordon kormányfő bejelenti, miszerint Magyarország is befogad egy guantánamói foglyot.[419]
  - Az al Shabaab szélsőséges iszlamista milícia öngyilkos merénylői megtámadják az Afrikai Unió ugandai békefenntartóinak bázisát Mogadishuban.[420]
  - Magyar–horvát kormányülés Barcson.[421]
- szeptember 18.
  - A Budapesten tárgyaló Nguyễn Tấn Dũng vietnámi kormányfő kölcsönös megállapodást ír alá Bajnai Gordonnal, melynek értelmében Magyarország mintegy hatvanmillió euró értékben kötött segélyhitelt nyújt Vietnámnak.[422]
  - Lengyelország sziléziai vajdaságában fekvő Ruda Slaska város szénbányájában – a föld felszíne alatt 1050 méter mélyen – berobban a metángáz, melynek következtében tizenkét bányász életét veszti, tizenöt pedig súlyosan megsebesül.[423]
- szeptember 19.
  - A Richter-skála szerint 6,4-es erősségű földrengés rázza meg az Indonéziához tartozó Bali szigetét. (A rengés epicentruma Nusauda településről 101 km-re délkeletre, a tengeren volt.)[424]
  - Az afganisztáni Baglán tartományban állomásozó Tartományi Újjáépítési Csoport egyik járőrét támadás éri Pol-e Khumriban, amikor egy gépjárművel közlekedő öngyilkos merénylő felrobbantja magát a konvoj mellett. (A támadásban senki sem sebesült meg, csak a konvoj egyik gépjárművében keletkezett kár.)[425]
- szeptember 20. – A Richter-skála szerint 4,6-os erősségű földrengés rázza meg Olaszország középső részét.[426]
- szeptember 21.
  - Juhász Gábor váltja Ficsor Ádámot a titkosszolgálatokat felügyelő tárca nélküli miniszteri poszton.[427]
  - Manuel Zelaya elűzött hondurasi elnök visszatér hazájába és az ottani brazil nagykövetségen keres menedéket.[428]
- szeptember 22.
  - Izraeli–palesztin csúcstalálkozó New Yorkban.[429]
  - Bajnai Gordon miniszterelnök zárja be a kereskedést a New York-i értéktőzsdén.
  - Mintegy száz ország vezetőjének részvételével tartják meg a New York-i nemzetközi klímaváltozási csúcstalálkozót, melyen Magyarországot Bajnai Gordon kormányfő képviseli.[430]
- szeptember 22–25. – Négynapos kongresszust tart Magyarországon az Európai Ejtőernyős Unió, melynek fővédnöke Vadai Ágnes, a Honvédelmi Minisztérium államtitkára.[431]
- szeptember 23.
  - Lezárul az EGT és a Norvég Finanszírozási Mechanizmusok magyarországi programja, melynek budapesti záró konferenciájára ellátogat Haakon Magnus norvég koronaherceg.[432]
  - Élesen bírálja az ENSZ Biztonsági Tanácsát Moammer Kadhafi líbiai vezető az ENSZ–közgyűlés általános vitájának első napján, azzal vádolva a vétójoggal rendelkező nagyhatalmakat, hogy hűtlenek lettek a világszervezet alapelveihez.[433]
  - A 27 EU–tagállam többsége, köztük Magyarország küldöttsége tüntetőleg kivonul az iráni elnök, Mahmud Ahmadinezsád beszéde alatt az ENSZ Közgyűlés ülésszakának általános vitájáról.[434]A mexikói Jalisco állam

A mexikói Jalisco állam

  - A német államfő, Horst Köhler aláírja a Lisszaboni szerződést, ezzel Németország is ratifikálta a dokumentumot.[435]
- szeptember 24. – A Richter-skála szerint 6,4-es erősségű földrengés rázza meg Mexikót. (A földrengés központja 275 km-re délnyugatra volt a Jalisco állambeli Puerto Vallarta városától, 4-5 kilométer mélységben.)[436]
- szeptember 25.
  - Moldovában hivatalba lép a Vlad Filat vezette „Nyugat-barát kormány”.[437]
  - Elhunyt Bujtor István színész, rendező, a Veszprémi Petőfi Színház igazgatója.
- szeptember 26–28. – XVI. Benedek pápa háromnapos látogatást tesz Csehországban.[438]
- szeptember 27. – A Jose Sócrates kormányfő vezette Szocialista Párt (PS) nyeri a parlamenti választásokat Portugáliában.[439]
- szeptember 28.
  - Guinea fővárosában, Conakryban 50 ezren vonulnak utcára, hogy tiltakozzanak az ország katonai puccsal hatalomra került vezetője, Moussa Dadis Camara ellen. A megmozdulás közel 150 ember halálával végződik, mikor a hadsereg a tüntetők közé lő.[440]
  - Honduras átmeneti kormánya bezárat egy tévé- és egy rádióállomást, amelyek az elnöki tisztségből eltávolított Manuel Zelayát támogatták adásaikban. Az Amerikai Államok Szervezete (AÁSZ) közben rendkívüli ülést tart Washingtonban, egy nappal azután, hogy Honduras megtagadta a beutazást egy AÁSZ–delegációtól, amely a latin-amerikai ország pattanásig feszült belpolitikai szembenállásának tárgyalásos rendezését kívánta előkészíteni.[441]
  - Balázs Péter külügyminiszter az ENSZ Közgyűlésében kijelenti, miszerint az emberi jogok és azokon belül a kisebbségi jogok védelme, tiszteletben tartása a magyar külpolitika kiemelt prioritása, Magyarország ennek az ENSZ illetékes fórumain is érvényt kíván szerezni.[442]
- szeptember 30.
  - A Richter-skála szerinti 7,6-es erősségű földmozgás pusztít Szumátra szigetén, ami több mint 1100 ember halálát okozza.[443]
  - Az ENSZ Biztonsági Tanácsa határozatban ítéli el a guineai erőszakos cselekményeket és egy másikban sürgeti, hogy vessenek véget a fegyveres konfliktusok során elkövetett nemi erőszaknak. (Több mint 150-en haltak meg és több mint 1200-an sebesültek meg az ellenzék békés tüntetése elleni megtorlás során. Az ellenzék a puccsal hatalomra került Moussa Dadis Camara esetleges indulása ellen tiltakozott a januári elnökválasztáson.)[444]

### Október
- október 1.
  - A román szociáldemokrata miniszterek kilépnek a Boc-kormányból, miután Traian Băsescu államfő nem sokkal előtte aláírta a Dan Nica miniszterelnök-helyettes, belügyminiszter menesztéséről szóló elnöki rendeletet.[445]
  - Kisebbségi kormány irányítja a továbbiakban Romániát, miután a kormányülést követően Emil Boc miniszterelnök bejelenti, hogy a kormányban egyedüli politikai erőként maradt demokraták miniszterei átvesznek egy-egy minisztériumot, amelyek a szociáldemokraták távozása után maradtak tárcavezető nélkül.[446]
  - Miközben Kína-szerte ünneplik a népköztársaság kikiáltásának 60. évfordulóját, Hongkongban több százan tüntetnek a pekingi kormányzat emberijog-sértései miatt.[447]
- október 2.
  - Koppenhágában a Nemzetközi Olimpiai Bizottság a 2016. évi nyári olimpiai játékok házigazdájának Rio de Janeirót választja.[448]
  - Vádat emelnek Carlos Menem volt argentin államfő ellen, akit azzal gyanúsítanak, hogy bizonyítékokat tüntetett el egy zsidó központ elleni robbantásos merénylet ügyében.[449]
  - Pokolgép robban egy szemetesben a görög fővárosban, nem messze attól a helytől, ahol Kosztasz Karamanlisz konzervatív kormányfő utolsó választási gyűlését tartotta.[450]
  - Az Európai Unió reformszerződéséről másodszor kiírt ír népszavazáson a részvevők kétharmada támogatja a dokumentum elfogadását.[451]
  - A Richter-skála szerinti 6,3-as földrengés rázza meg Tongát és a Szamoa-szigeteket.[452]
- október 3.
  - A német egység napja alkalmából a Saarbrückenben megrendezésre kerülő központi ünnepségen Angela Merkel német kancellár az 1989-es esztendő forradalmi változásairól, köztük a magyarországi eseményekről, a páneurópai piknikről és a határnyitásról is megemlékezik.[453]
  - A tádzsik parlament egyhangúlag jóváhagyja azt a jogszabályt, amely kizárólag a tádzsik nyelvet jelöli meg a közigazgatásban, a hadseregben és az igazságszolgáltatásban használható nyelvként.[454]
- október 4. – A Jórgosz Papandréu vezette ellenzéki szocialisták nyerik a görög parlamenti választásokat.[455]
- október 6. – Görögországban megalakul a Jórgosz Papandréu vezette kormány, magának megtartva a külügyi tárcát.[456]
- október 7.
  - Lemond a lengyel kormány két minisztere, Grzegorz Schetyna kormányfő-helyettes, belügyminiszter és Andrzej Czuma igazságügy-miniszter; Donald Tusk kormányfő pedig meneszti a korrupcióellenes hivatal ellenzéki vezetőjét.[457]
  - Ismét a görög Vasziliosz Szkuriszt választják az Európai Közösségek Bíróságának elnökévé. (Tisztét 2003 októbere óta tölti be, s az újabb megbízatással 2012. október 6-áig marad az uniós bírói testület élén.)[458]
- október 8.
  - Egy öngyilkos merénylő robbanóanyaggal megrakott gépkocsijával a levegőbe röpíti magát India kabuli nagykövetségének közvetlen közelében, mely során 12 ember életét veszíti, 84-en pedig megsebesülnek.[459]
  - A Richter-skála szerint 7-es erősségű földrengés rázza meg a csendes-óceáni Vanuatut. (Néhány órával korábban három nagy erejű – sorrendben 7,8-es, 7,7-es és 7,3-as erősségű – földrengés rázta meg ugyanezt a körzetet.)[460]
- október 9.
  - Jan-Peter Balkenende holland miniszterelnök bejelenti, miszerint a holland királyi család tagjainak járt adókedvezményt megrövidítik, továbbá csak Beatrix királynő, Vilmos Sándor trónörökös és annak felesége, Maxima hercegnő tehet az állam költségén privát repülőutakat. (Eddig a királyi család mind a tíz felnőtt tagjának és azok gyermekeinek is kijárt az a kiváltság, hogy az állam költségére utazhattak magán célból repülővel.)[461]
  - A norvég Nobel-békedíj Bizottság Barack Obama amerikai elnöknek ítéli oda a Nobel-békedíjat.[462]
- október 10.
  - Örményország és Törökország külügyminiszterei Zürichben aláírják a kétoldalú diplomáciai kapcsolatok felvételét előirányzó egyezményt.[463]
  - Lech Kaczyński lengyel államfő aláírja a Lisszaboni szerződés ratifikációs okmányát.[464]
- október 12.
  - A Richter-skála szerint 6,2-es erősségű földrengés rázza meg az Egyesült Államokhoz tartozó Alaszka Aleut-szigeteit.[465]
  - Két sikeres kísérletet hajtanak végre Indiában a nukleáris robbanófej célba juttatására is alkalmas Prithvi-II típusú rakétával, ugyanekkor öt rövid hatótávolságú rakétát indít keleti partvidékéről Észak-Korea.[466]
- október 13.
  - Megszavazza az ellenzék által benyújtott bizalmatlansági indítványt a román parlament két háza, megbuktatva ezzel Emil Boc egypárti kormányát.[467]
  - Lemond az ír parlament elnöke, John O’Donoghue miután komoly bírálatok érték igen nagyvonalúnak tartott utazási és egyéb hivatali kiadásai miatt.[468]
- október 15. – Traian Băsescu román államfő Lucian Croitoru közgazdászt, a Román Nemzeti Bank kormányzójának tanácsadóját bízza meg kormányalakítással.[469]
- október 16. – A Richter-skála szerinti 6,4-es földrengés rázza meg az indonéziai Jáva szigetet.[443]
- október 17.
  - Több hónapos tárgyalás eredményeként Koszovó és Macedónia megoldja határvitáját, s ezzel lehetővé válik a két ország diplomáciai kapcsolatainak a felvétele.[470]
  - A szlovákiai Magyar Koalíció Pártjának (MKP) rimaszombati programalkotó kongresszusa.[471]
- október 18–20. – Bajnai Gordon magyar kormányfő háromnapos párizsi látogatása, melynek keretében a Père-Lachaise temetőben koszorút helyez el Nagy Imre és az 1956-os forradalom és szabadságharc mártírjainak jelképes síremlékművénél, valamint tárgyalásokat folytat Nicolas Sarkozy államfővel és François Fillon miniszterelnökkel.[472]
- október 20. – Kettős pokolgépes merényletet követnek el ismeretlenek a pakisztáni főváros Nemzetközi Iszlám Egyetemén, melynek során 7 ember – köztük a két támadó – életét veszíti. (Az egyik pokolgép az egyetem női kávézójában robbant fel, a másik az iszlám jog karán. A támadók néhány perc eltéréssel robbantották fel magukat.)[473]
- október 20–28. – Mintegy tízezer, a felsőoktatási rendszerrel elégedetlen osztrák egyetemista tüntet országszerte. (Több bécsi és vidéki egyetemen – így Linzben és Grazban is – termeket foglaltak el a tiltakozók, hogy hangsúlyozzák elégedetlenségüket. A tandíj eltörlésének következtében őszre 20%-kal megnőtt a felsőoktatási hallgatók létszáma Ausztriában, ami miatt a diákok zsúfoltságra panaszkodnak, és arra, hogy túl sok diák jut egy tanárra, továbbá hogy mindez rontja a képzés minőségét.)[474]
- október 21.
  - Sólyom László köztársasági elnök nem írja alá a 2011. évi népszámlálásról szóló törvényt, és azt megfontolásra visszaküldi az Országgyűlésnek.[475]
  - A Richter-skála szerinti 6,1-es földrengés rázza meg Panama csendes-óceáni partvidékét.[476]
- október 22.
  - A moldovai parlament úgy dönt, hogy jogértelmezési zavarok miatt később tartják meg a 23-án esedékes elnökválasztást.[477]
  - A román ügyészség vádat emel Adrian Năstase volt román miniszterelnök ellen korrupciós ügyletei miatt. (A román politikus ellen egy másik korrupciógyanús ügyben is vádat emeltek januárban.)[478]
  - Harminchét rendbeli emberölésért 25 év szabadságvesztésre ítéli a bíróság Gregorio Conrado Álvarez Armelino nyugalmazott tábornokot, Uruguay egykori diktátorát.[479]
  - Hivatalosan is megjelenik a Windows 7.
- október 24. – Finnországban egy 25 éves nő az új vírus első halálos áldozata.[480]
- október 25.
  - Néhány perc eltéréssel bomba robban Bagdadban az igazságügyi minisztérium épületénél, majd a bagdadi tartományi kormány székházánál. A merényletsorozatban közel 155-en vesztik életüket.[481]
  - A tunéziai elnökválasztást – a szavazatok 90%-ával – az észak-afrikai arab ország elnöke, Zín el-Ábidín ben Ali szerezi meg.[482]
- október 26. – Megrendült egészségi állapota miatt lemond tisztéről Mongólia miniszterelnöke, Szandzságín Bajar.[483]
- október 27.
  - Kiszabadul svédországi börtönéből háborús bűnök miatt elítélt volt boszniai szerb elnök, Biljana Plavšić. (Tizenegy év szabadságvesztésre ítélték 2003-ban, de a svéd büntetés-végrehajtási szabályok alapján büntetése kétharmadának letöltése után jó magaviselete miatt feltételesen szabadlábra helyezték.)[484]
  - Négy görög rendőr megsebesül, amikor két motorkerékpáron közlekedő ismeretlen férfi rálő egy rendőrőrsre Athén egyik északi negyedében.[485]
  - Lemond az egyiptomi közlekedésügyi miniszter, Mohamed Mansur a 18 halálos áldozatot követelő 24-ei vonatszerencsétlenség miatt.[486]
  - Ismét Norbert Lammertet választják a német parlament új összetételű alsóházának (Bundestag) elnökévé.[487]
- október 28.
  - Angela Merkel kancellár és az új német konzervatív-liberális kormány leteszi az esküt a Bundestagban, amely a szeptemberi választások eredményeként lépett a konzervatív-szociáldemokrata nagykoalíció helyére. (A kormány három pártból, a Német Kereszténydemokrata Unióból (CDU), a bajor Keresztényszociális Unióból (CSU) és a liberális Szabad Demokrata Pártból (FDP) áll. A CDU 7, a CSU 3, míg az FDP 5 miniszterrel képviselteti magát a kormányban.)[488] Pesavar elhelyezkedése

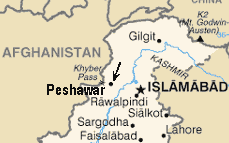
Pesavar elhelyezkedése

  - Robbantásos merényletben több mint nyolcvanan – köztük nők és gyerekek – vesztik életüket és közel kétszázan megsebesülnek a pakisztáni Pesavar egyik piacán.[489]
  - Három, robbanóanyaggal bélelt mellényt viselő fegyveres megtámadja az ENSZ egyik kabuli vendégházát, túszul ejtve a világszervezet több alkalmazottját. A biztonsági erőkkel vívott több órás tűzharcban a támadók és az ENSZ hat alkalmazottja életét veszíti, míg a szervezett kilenc munkatársa megsebesül.[490]
- október 29–30. – Az Európai Unió tagországainak állam- és kormányfői csúcstalálkozója Brüsszelben, amelyen megállapodnak, miszerint teljesíthetők a Lisszaboni szerződés ratifikálásához feltételként szabott cseh kérések.[491]
- október 31. – Egy 61 éves férfi személyében Horvátországban is megvan a H1N1 első halálos áldozata.[492]

### November
- november 2.
  - Az ukrajnai influenzajárvánnyal kapcsolatos megelőző intézkedésként Szlovákia lezárja két ukrajnai határátkelőjét a gyalogosforgalom elől Nagyszelmencen és Ugaron.[493]
  - Kárpátalján csak védőmaszkban látogathatók egyes hivatalok és üzletek, Románia összes kórházában pedig látogatási tilalmat rendelnek el a H1N1-vírus miatt.[494]
- november 3.
  - A milliomos Michael Bloomberget harmadszor is megválasztják New York polgármesterének. (Kormányzóválasztást rendeztek Virginia és New Jersey államban, ahol mindkét megméretésen a republikánus jelölt került ki győztesen.)[495]
  - Václav Klaus cseh elnök aláírja a lisszaboni szerződést, s ezzel mind a 27 tagállam elfogadta az unió reformszerződését.[496]
- november 4.
  - Rohamrendőrökkel csapnak össze ellenzéki tüntetők az iráni fővárosban, Teheránban.[497]
  - Letartóztatják Bojanić Nihadot, volt boszniai muszlim katonát Szarajevóban, akit azzal vádolnak, hogy 1993 áprilisában részt vett 19 civil és három horvát katona meggyilkolásában a hercegovinai Tušina faluban.[498]

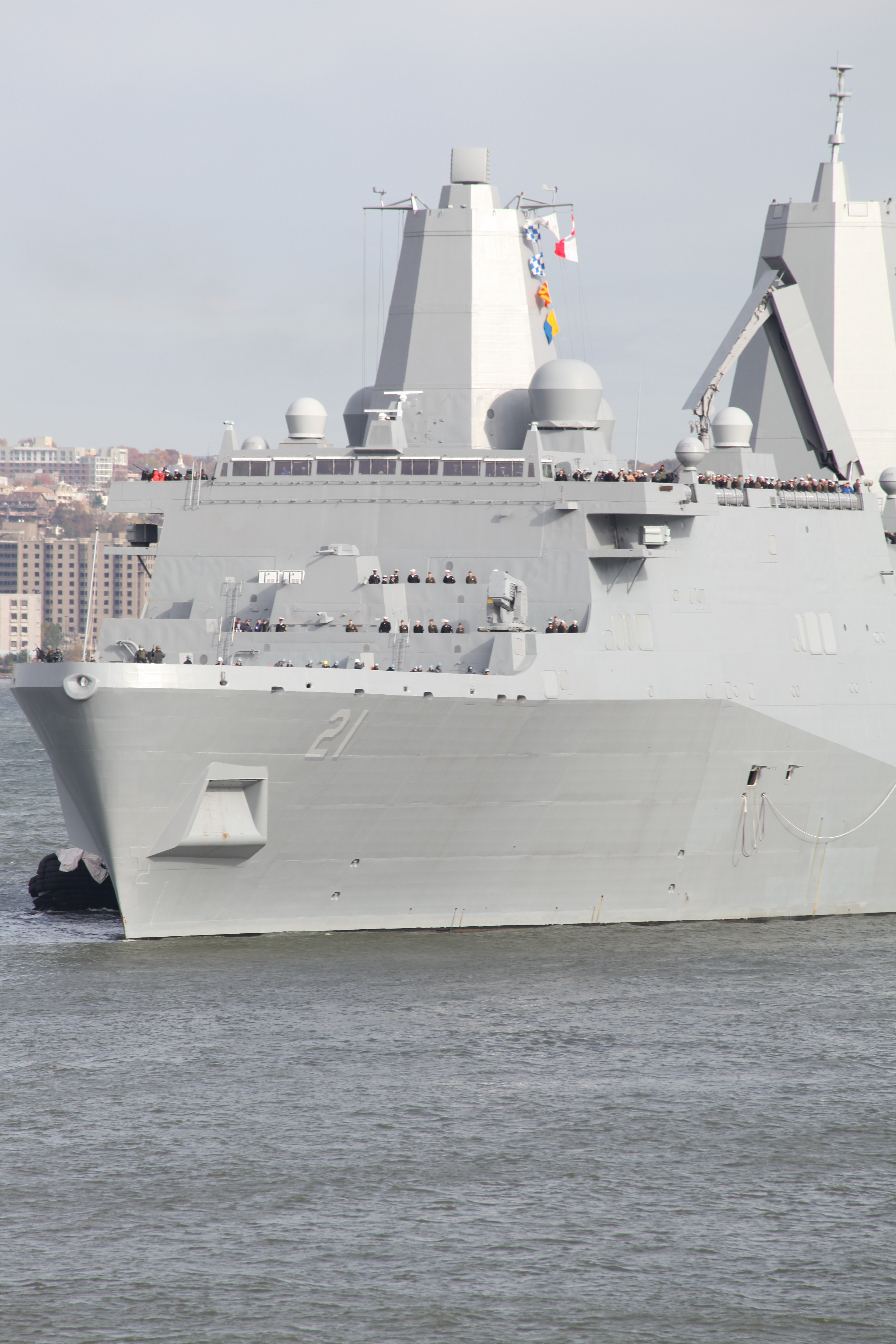
USS New York

  - A Richter-skála szerinti 4,9-es erősségű földrengés rázza meg Irán déli részét, 269 ember sérülését okozva.[499]
  - A Richter-skála szerinti 6-os erősségű földrengés rázza meg a Portugáliához tartozó Azori-szigetekek.[500]
  - Két, közepes erősségű, a Richter-skála szerinti 5-ös erősségű földrengés rázza meg az amerikai Oregon államot.[501]
  - Lucian Croitoru kijelölt miniszterelnöknek nem sikerül elfogadtatnia kormányát a román parlamenttel. (A szenátus és a képviselőház együttes ülésén 250 honatya szavazott ellene, 189 mellette.)[502]
- november 5.
  - Bajnai Gordon rendkívüli sajtótájékoztatón kijelenti, miszerint Magyarország Andor László közgazdászt delegálja az Európai Bizottságba a következő öt évben.[503]
  - Hondurasban megalakul a „nemzeti egységkormány”.[504]
  - Tizenkét katona meghal, harmincegyen pedig megsebesülnek a texasi Fort Hood-i katonai bázison, amikor Malik Nadal Hasan orvos őrnagy minden előzmény nélkül lövöldözni kezdett.[505]
  - Biztonsági okokból az ENSZ azonnali hatállyal visszahívja mintegy 600 külföldi alkalmazottját Afganisztánból.[506]
  - Jogi képviselőt rendel ki a Radovan Karadžić volt boszniai szerb vezető mellé a volt Jugoszlávia területén elkövetett háborús bűnöket vizsgáló Nemzetközi Törvényszék, egyúttal a folyamatban lévő pert március 1-jéig elnapolja.[507] USS New York
  - A Richter-skála szerinti 6-os erősségű földrengés rázza meg Tajvan központi részét.[508]
- november 6.
  - Traian Băsescu államfő Liviu Negoiţă-nak, Bukarest harmadik kerületi polgármesterének ad kormányalakítási megbízást, miután korábbi jelöltje – Lucian Croitoru független pénzügyi szakember – szakértői kormánya 4-én nem kapta meg a parlamenti többség bizalmát.[509]
  - Átadja megbízólevelét Barack Obama amerikai elnöknek Szombati Béla, Magyarország új washingtoni nagykövete.[510]
  - Szerbiában őrizetbe vesznek öt embert, akiket 1992-ben Boszniában civilek – a vád szerint 23 roma származású polgári személy – ellen elkövetett háborús bűnökkel gyanúsítanak.[511]
- november 7. – Hadrendbe állítják az ikertornyok acélhulladékából épült hadihajót, a USS New Yorkot.[512]
- november 8.
  - Súlyos zavargások törnek ki Jordánia fővárosában, amikor tüntetők összecsapnak a rendfenntartókkal. A feldühödött tömeg autókat gyújt fel és üzleteket rongál meg; az összecsapásokban hat rendőr megsebesül. (A tüntetők azért vonultak fel, mert szerintük a rendőrök megkínoztak egy férfit, akit emiatt meghalt.)[513]
  - Több ezren gyűlnek össze Okinava-szigetén, hogy az ott működő amerikai támaszpont ellen tüntessenek.[514]
- november 9.
  - A Bajnai Gordon magyar miniszterelnök Angela Merkel német kancellár meghívására Berlinbe érkezik, hogy részt vegyen a fal leomlásának 20. évfordulója alkalmából rendezett ünnepségeken.[515]
  - A parlament – 359 szavazattal – elfogadja a magyar jelnyelvről és annak használatáról szóló törvényjavaslatot.[516]
  - A Richter-skála szerinti 6,7-es erősségű földrengés rázza meg Indonéziát. (A földmozgás epicentruma a nyugati Sumbawa szigetén fekvő Raba várostól 16 kilométerre, hipocentruma pedig 18 kilométeres mélységben volt.)[517]
- november 10.
  - A moldovai parlamentnek nem sikerült megválasztania az ország államfőjét, mivel a PCRM nem támogatja a Moldovai Demokrata Párt elnökének, Marian Lupunak jelölését.[518]
  - Járványhelyzetet hirdetnek ki Ausztriában, miután ugrásszerűen megnőtt az újinfluenzás betegek száma. (A Bécsi Orvostudományi Egyetem jelentésében az 1,7 millió lakosú Bécsben és térségében 10 800-an kapták el a H1N1-vírust.)[519]
  - Brazíliában és Paraguayban több mint 60 millió embert érintő áramkimaradás következett be.
- november 11. – A bolgár kormány Rumjana Zseleva külügyminisztert jelöli az európai uniós biztosi posztra.[520]
- november 13.
  - Új Guinness-rekord születik a Dominó-napon: 4 491 863 dominót döntött fel Jeroen de Meij!
  - A viharos szelek, heves esőzések következtében árvíz a Brit-szigeteken
- november 14. – Az ENSZ Élelmezési és Mezőgazdasági Szervezetének főigazgatója, Jacques Diouf egynapos figyelmzetető éhségsztrájkot tart az olasz fővárosban, hogy így rázza fel a nemzetközi közösséget az éhínség elleni harcra a FAO 16-ai csúcstalálkozója előtt.[521]
- november 16. – A Magyar Nemzeti Bank bevonja a 200 forintos címletű bankjegyet.[522]
- november 16–18. – Az ENSZ Élelmezési és Mezőgazdasági Szervezete 60 állam vezetőinek részvételével háromnapos értekezletet tart az olasz fővárosban, Rómában. (A csúcson részt vett Bajnai Gordon kormányfő, Ban Ki Mun ENSZ–főtitkár, XIV. Benedek pápa,[523] Lula de Silva brazil és Hugo Chávez venezuelai elnökök, valamint Moammer Kadhafi líbiai vezető.[524])
- november 17.
  - Középiskolai és egyetemi diákok tízezrei tüntetnek Németország több városában jobb oktatási feltételeket követelve.[525]
  - Claudia Bandion-Ortner osztrák igazságügyi miniszter bejelenti, hogy Ausztriában is bevezetik az azonos neműek bejegyzett élettársi kapcsolatát, az örökbefogadás azonban a továbbiakban sem megengedett.[526]
- november 19.
  - A Sláger Rádió és a Danubius Rádió műsorszolgáltatási jogának lejártával megkezdi adását két új, országosan fogható kereskedelmi rádió, a Neo FM és a Class FM.[527]
  - Herman Van Rompuy belga kormányfőt választják meg az Európai Unió elnökének az európai vezetők, míg az EU külügyminiszteri tisztségének is nevezett főképviselői posztra a brit Catherine Ashton kerül.[528]
  - Oroszországban betiltják a halálbüntetést. (Az orosz alkotmánybíróság 1999-ben hirdetett moratóriumot a halálbüntetésre, mivel ez volt az egyik előfeltétele annak, hogy Oroszország csatlakozhasson az Európa Tanácshoz. Az esküdtszéki bíráskodást az Oroszországi Föderáció területén utolsóként Csecsenföldön vezetik be január 1-jén.)[529]
  - Beiktatják hivatalába az újraválasztott afgán elnököt, Hamid Karzait. (Az afgán politikus úgy nyerte el ismét a posztot, hogy az augusztusi első fordulóban sok csalás történt, míg a második, októberi fordulótól ellenfele visszalépett.)[530]
- november 21.
  - A nemzetiségek jogaival kapcsolatosan tárgyal Barcson Sólyom László köztársasági elnök Stjepan Mesić horvát államfővel, akinek társaságában részt vesz az Országos Horvát Nap megnyitó ünnepségén.[531]
  - Megbeszélést folytat XVI. Benedek pápa és Rowan Williams canterburyi érsek, az anglikán egyház feje. (A két egyházfő megbeszéli „az évezred elején valamennyi keresztény közösség előtt álló kihívásokat és az együttműködés különböző formái népszerűsítésének a szükségességét az ezekkel szembeni fellépés érdekében.”)[532] A romániai elnökválasztás eredményei, a történelmi régiókra lebontva

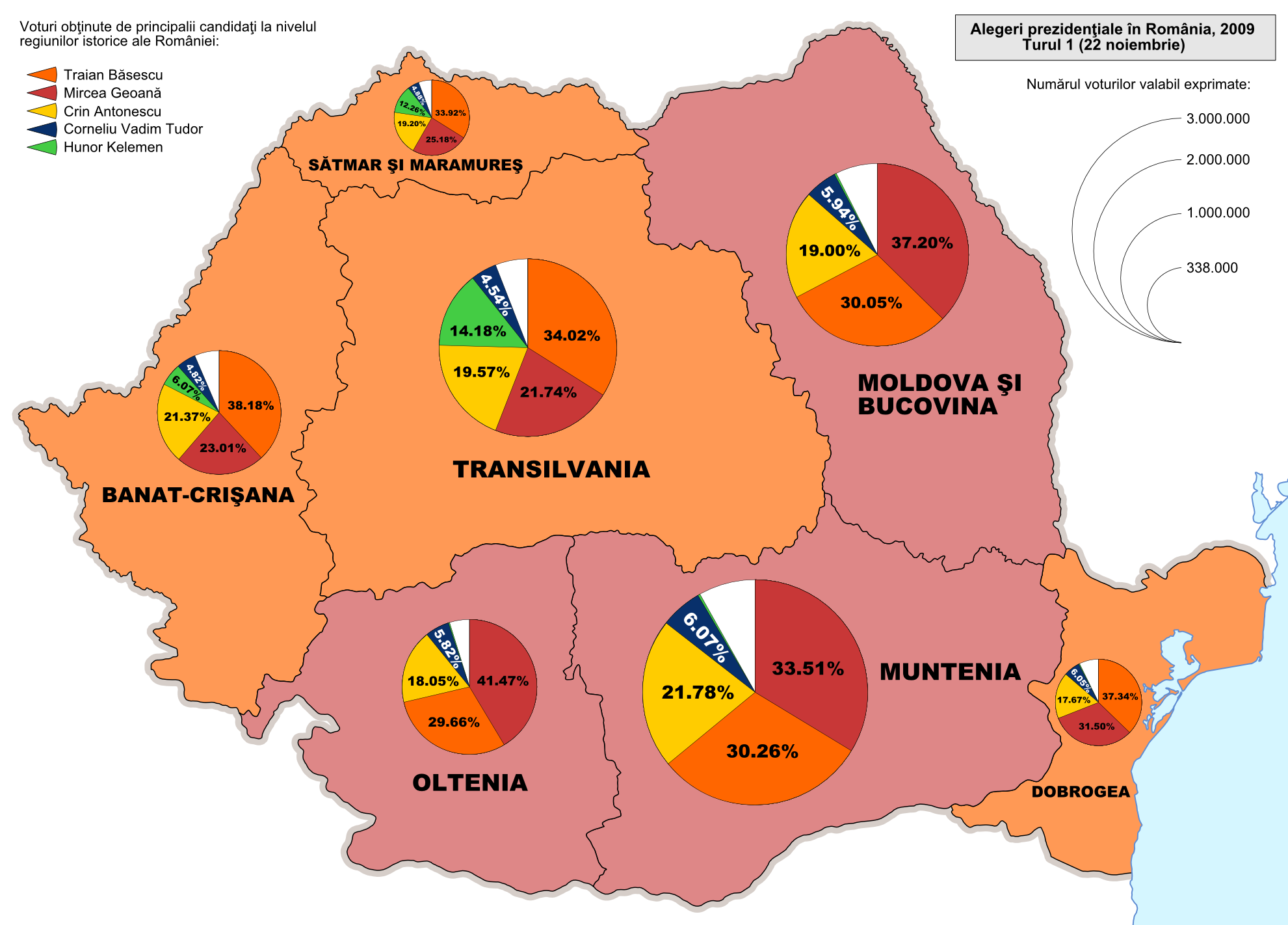
A romániai elnökválasztás eredményei, a történelmi régiókra lebontva

- november 22. – Traian Băsescu államfő a szavazatok 32,44%-át megszerezve végez az első helyen a romániai elnökválasztáson, amelynek első fordulójában 1,29%-kal előzte meg a második helyezett szociáldemokrata Mircea Geoană-t, aki a voksok 31,15%-át kapja meg. (Ötödik helyen végez Kelemen Hunor, a Romániai Magyar Demokrata Szövetség (RMDSZ) jelöltje, aki 372 764 szavazatot gyűjtött össze és ezzel a szavazatok 3,83%-át szerezte meg.)
- november 23.
  - Feloszlatja II. Abdullah jordán király az arab ország parlamentjét, két évvel a testület megbízatásának lejárta előtt.[533]
  - A román egészségügyi államtitkár sajtótájékoztatón jelenti be, hogy egy 43 éves Suceava megyei férfi személyében meg van az ország első – H1N1 vírus okozta – halálos áldozata a betegség május végi felbukkanása óta.[534]
- november 24. – Barack Obama amerikai elnök a Fehér Házban fogadja Manmohan Szingh indiai miniszterelnököt, aki Washington és Újdelhi közötti „globális dimenziójú stratégiai partnerségről” beszélt.[535]
- november 25. – II. Albert belga király miniszterelnökké nevezi ki az eddigi külügyminisztert, a flamand kereszténydemokrata Yves Leterme-et.[536]
- november 26. – A Pécsi Tudományegyetem egy hallgatója tüzet nyit csoporttársaira, egy diáktársát megöli.[537][538])
- november 27.
  - Görög–macedón–albán hármas kormányfői találkozó a Preszpa-tó mentén fekvő görögországi Pyliben, ahol a globális felmelegedés kérdéséről, illetve Görögország és Macedónia közötti névvitáról tárgyalnak.[539]
  - Az Európai Bizottság újraválasztott elnöke, José Manuel Barroso nyilvánosságra hozza a 27 tagú bizottság jelöltjeinek névsorát, melyben a foglalkoztatási és szociális tárcát Andor Lászlónak ajánlotta fel.[540]
  - Katonai tiszteletadással fogadja Keszthelyen Bajnai Gordon miniszterelnök Borut Pahor szlovén kormányfőt a két ország kormányának felsorakozott tagjai előtt, majd kezdetét veszi az együttes kormányülés a Festeticsek egykori kastélyában.[541]
- november 28. – Aszif Ali Zardari pakisztáni államfő átadja az ország atomfegyverzete fölötti ellenőrzést miniszterelnökének, Júszaf Raza Gíláni.[542]
- november 30.
  - A szerb parlament elfogadja a Vajdaság autonómiáját megerősítő új alaptörvényt, amely egyebek mellett lehetővé teszi együttműködési megállapodások kötését más országok régióival, külföldi képviseletek létrehozását.[543]
  - A Richter-skála szerinti 3,7-es erősségű földrengés rázza meg Bulgária északkeleti, fekete-tengeri partvidékét.[544]
  - A Magyar Rádió „www.nepzene.radio.hu” címen új, tematikus honlapot indít népzenei műsorok és programok iránt érdeklődők számára.[545]
  - Az Európai Unió belügyminiszterei határozatot fogadnak el, mely alapján december 19-étől Szerbia, Macedónia és Montenegró állampolgárai vízum nélkül utazhatnak az EU-ba.[546]

### December
- december 1.
  - Életbe lép az Európai Unió Lisszaboni szerződése, amely hivatalos indoklása szerint „biztosítani fogja a szükséges jogi keretet és eszközöket ahhoz, hogy a kibővített unió meg tudjon felelni a jövő kihívásainak, és válasszal szolgáljon a polgárok által megfogalmazott igényekre”.[547]
  - Az Egyesült Államok kormánya hivatalosan bejelenti, hogy átszállított egy guantánamói foglyot Magyarországra. (A hivatalos közlemény szerint a ciszjordániai származású rabot november 30-án szállították el a guantánamói fogolytáborból és juttatták el a magyar kormány hatáskörébe.)[548]
  - A japán Amano Jukija tölti be a Nemzetközi Atomenergia-ügynökség főigazgatói tisztét, felváltva a 12 éve hivatalban lévő Mohammed el-Barádeit.[549]
- december 2.
  - Lemond Draskovics Tibor igazságügyi és rendészeti miniszter.[550]
  - A montenegrói közegészségügyi intézet bejelenti, hogy egy 65 éves férfi a H1N1-vírus első halálos áldozata. (A 650 ezer lakosú balkáni országban december elejéig 119 fertőzést jegyeztek fel.)[551]
- december 3.
  - Bajnai Gordon miniszterelnök a Magyar Köztársasági Érdemrend tisztikeresztje kitüntetést adja át Washingtonban Richard Lugar amerikai szenátornak, a kongresszusi felsőház külügyi bizottsága rangidős republikánus tagjának, a közép-kelet-európai demokratikus átalakítás elősegítése, valamint a magyar–-amerikai kapcsolatok fejlesztése érdekében végzett tevékenysége elismeréseként.[552] Német ISAF–járőr

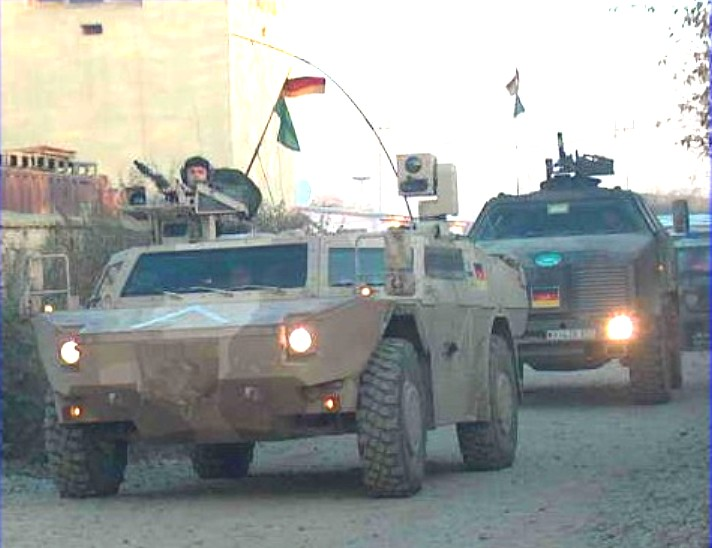
Német ISAF–járőr

  - A Bundestag újabb egy évre meghosszabbítja az Afganisztánban állomásozó német kontingens mandátumát.[553]
  - Egy diplomaátadó ünnepségen kilenc ember, köztük a szomáliai átmeneti kormány oktatásügyi, felsőoktatási és egészségügyi minisztere hal meg egy robbanásban, amely a mogadishui Shamo Hotelben következett be.[554]
  - A Legfelsőbb Bíróság harminc nap közérdekű munkára ítéli Budaházy Györgyöt az Erzsébet híd 2002-es választások utáni lezárása miatt.[555]
- december 4.
  - Bajnai Gordon magyar kormányfő Washington megbeszélést folytat Joe Biden amerikai alelnökkel. (A miniszterelnök bejelenti, hogy Magyarország csatlakozik az Egyesült Államok új afganisztáni csapaterősítési stratégiájához és növeli katonai szerepvállalását az ázsiai országban)[556]
  - A debreceni helyőrségben, Tömböl László mérnök vezérezredes, vezérkari főnök jelenlétében ünnepélyes keretek között fogadják az Afganisztánból visszatérő 40 fős Afgán Választást Biztosító Szakaszt (AVBSZ). (A szakasz július 16-a óta szolgált a közép-keleti országban és a Magyar Honvédség Tartományi Újjáépítési Csoportjához csatlakozva segítette az afgán választások biztonságos lebonyolítását.)[557]
- december 5. – Lejár a START-1 szerződés hatálya.[558]
- december 6.
  - A román elnökválasztás második fordulója, melyen a Demokrata Liberális Párt (PD-L) által támogatott Traian Băsescu államfő végez az első helyen.[559]
  - Elnökválasztás Bolíviában, amely a hivatalban lévő elnök, Evo Morales győzelmével végződik.[560]
- december 7–19. – ENSZ-klímacsúcs Koppenhágában.
- december 10. – XVI. Károly Gusztáv – a svéd főváros koncerttermében tartott ünnepségen – átadja az idei irodalmi és a tudományos Nobel-díjakat.[561]
- december 11.
  - A román alkotmánybíróság elrendeli az elnökválasztás 6-i, második fordulójában leadott és érvénytelennek nyilvánított több mint 134 ezer szavazat megvizsgálását és újraszámolását. (Ezek között 2137 érvényes voksot találtak, ebből 1169 Băsescué, a vele szemben csupán 70 ezer szavazattal alulmaradt szociáldemokrata Mircea Geoană pedig 968 voksot kapott.)[562]
  - Nicaraguában kitör a Concepción vulkán.[563]
  - A török alkotmánybíróság betiltja az ország legnagyobb kurd pártját, a Demokratikus Társadalom Pártját.[564]
- december 13.
  - A chilei elnökválasztás első fordulója.[565]
  - Katalónia függetlenségét támogatja a szavazók túlnyomó többsége az észak-spanyolországi régióban megrendezett jelképes – nem kötelező érvényű – népszavazáson, melyet a madridi vezetés nem ismeri el, mivel azt nem központilag írták ki.[566]
- december 14.
  - A Vajdaság parlamentje ünnepélyesen kihirdeti a tartomány autonómiáját megerősítő új alaptörvényt.[567]
  - Mircea Geoană elfogadja az alkotmánybíróság döntését, amely jóváhagyta az elnökválasztás eredményét és elutasította a Szociáldemokrata Pártnak (PSD) azt a kérését, hogy „választási csalások miatt” ismételjék meg a választás december 6-án tartott második fordulóját.[568]
- december 15. – A posztjáról távozó Draskovics Tibor igazságügyi és rendészeti minisztert Forgács Imre váltja fel.[569]
- december 17.
  - A jelenlegi ügyvivő román kormány vezetőjét, Emil Bocot kéri fel Traian Băsescu újjáválasztott román államfő, hogy alakítson kormányt.[570]
  - Libanon partjainál felborult és elsüllyedt a Danny F II szállítóhajó.
- december 18. A hírhedt náci jelmondat

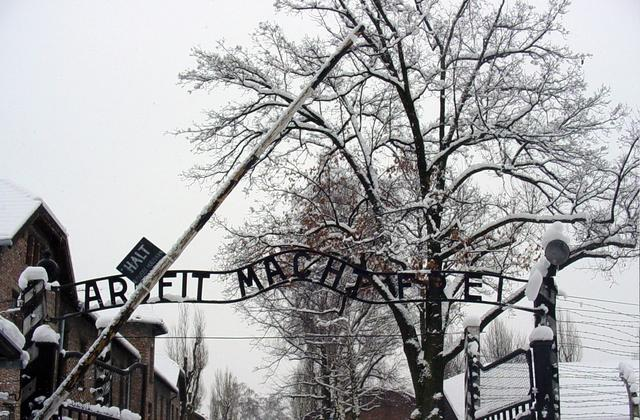
A hírhedt náci jelmondat

  - 87. életévében elhunyt Nagy Béla magyar festőművész, tanár
  - Marosvásárhelyen az RMDSZ Szövetségi Képviselők Tanácsa döntést hoz a Demokrata Liberális Párttal való kormánykoalícióról.[571]
  - A bolgár törvényhozás zárolja az egykori uralkodócsalád, a Szász–Coburg–Gothai-ház teljes örökölt vagyonát – úgymint a kastélyokat, a földbirtokok és a déli Rila-hegységben lévő vadászterületeket – egy, a vagyon sorsát rendező törvény elfogadásáig.[572]
  - Ismeretlenek ellopják az egykori auschwitz-birkenaui koncentrációs tábor bejárata fölé erősített hírhedt náci jelmondat, az Arbeit macht frei (A munka szabaddá tesz) betűit.[573] (A feliratot szavakra vágva, három részben Észak-Lengyelországban találta meg a rendőrség 25-én.[574])
  - Népirtás címén is vádat emel az ENSZ-védnökség alatt működő különleges törvényszék Khieu Szamphan ellen, aki Kambodzsa elnöke volt a maoista vörös khmerek uralma alatt. (Szamphan ellen 2007 novemberében már vádat emeltek háborús bűnök és emberiesség elleni bűnök miatt.)[575]
- december 20. – Markó Béla, az Romániai Magyar Demokrata Szövetség elnöke bejelenti, hogy román Demokrata Liberális Párt (PD-L) és a RMDSZ vezetői aláírták azt a koalíciós megállapodást, amely a két politikai erő közös kormányzásának az alapelveit rögzíti.[576]
- december 22.
  - Bajnai Gordon kormányfő a Nemzetbiztonsági Szakszolgálat korábbi főigazgatóját, Balajti Lászlót nevezi ki a Nemzetbiztonsági Hivatal élére,[577] míg a szakszolgálat vezetésére Dobokay Gábort jelöli ki.[578] (Balajti László vezérőrnagy, mint a Nemzetbiztonsági Szakszolgálat főigazgatója szeptember 1-jétől megbízott főigazgatóként irányította az NBH-t.)[579]
  - Szerbia hivatalosan benyújtja jelentkezését az Európai Unióhoz való csatlakozásra.[580]
- december 22–23. – Balázs Péter külügyminiszter tárgyalást folytat Kijevben Petro Porosenko ukrán külügyminiszterrel, akivel áttekintik Magyarország és Ukrajna kapcsolatait, az energiabiztonság és a megbízható gáztranzit kérdéseit, valamint a kétoldalú gazdasági-kereskedelmi együttműködés fejlesztésének lehetőségeit.[581]
- december 23. – Romániában megalakul a második összetételű Boc-kormány, miután a román parlament két házának együttes ülésén megszavazták a demokrata-liberálisokból, a Romániai Magyar Demokrata Szövetségből, a függetlenekből és a nemzeti kisebbségekből álló kormánykoalíciót. (Az új összetételű kormányban 4 minisztériumot kapott az RMDSZ: Markó Béla miniszterelnök-helyettes, Cseke Attila egészségügyi miniszter, Kelemen Hunor művelődési és nemzeti örökségi miniszter és Borbély László környezetvédelmi és erdészeti miniszter lett.)[582]
- december 24. – A Szent Péter-bazilikában, a karácsonyi mise kezdete előtt a 25 éves olasz-svájci állampolgárságú Susanna Maiolonak – a biztonsági intézkedések ellenére, a kordont átugorva – sikerül elérnie XVI. Benedek pápát, amikor az csatlakozik a bíborosok menetéhez, és a tumultusban fellöki. (A szentatya az incidens során nem sebesült meg, felállt és folytatta a szertartást, viszont a francia Roger Etchegaray bíborost – akit szintén fellökött – combnyaktöréssel szállították a római Gemelli klinikára. Idén a vatikáni karácsonyi mise a hagyományokkal szakítva nem éjfélkor, hanem este tíz órakor kezdődött a Szent Péter-bazilikában.)[583][584]
- december 25. – A 23 éves nigériai Umar Farouk Abdulmutallab megpróbálja felrobbantani a Delta-Northwest légitársaság Amszterdam–Detroit között közlekedő Airbus A330-as utasszállító repülőgépét.[585] (A gazdag bankárcsaládból származó férfit – aki a merényletkísérlet során súlyos égési sérüléseket szenvedett – az utasok és a személyzet tagjai legyűrték, miután észrevették, hogy valamit meggyújtott.)[586]
- december 26. – A Richter-skála szerint 6,7-es erősségű földrengés rázza meg az indonéziai Maluku-szigeteket.[587]
- december 27. – A horvát elnökválasztás első fordulója, amelyen a baloldali Ivo Josipović a voksok 32,44%-át szerzi meg, míg ellenfele, Milan Bandić zágrábi polgármester 14,84%-ot tudhat magáénak. (Miután egyikük sem szerezte meg a győzelemhez szükséges abszolút többséget, ezért az elnökválasztás második fordulójában mérkőznek meg egymással.)[588]
- december 28. – Autóbalesetben meghal Horváth Zoltán magyar bajnok-és kupagyőztes, válogatott kosárlabdázó. Sopronból Szombathelyre tartott edzésre, amikor megcsúszott a jeges úton és áttérve a szemközti sávba frontálisan ütközött a szabályosan haladó teherautóval.[589]

### Határozatlan dátumú események
- az év vége –
  - Magyarország az év végére kivonja hadrendjéből a MiG–29 típusú vadászrepülőgépeket; 2010 január 1-jétől a teljes készültséget a svéd gyártmányú Gripenek veszik át.[590]
  - Befejeződik a Föld legmagasabb építményének, a Burdzs Dubajnak az építése, azonban átadó ünnepségét 2010 januárjában tartják.[591]
- az év folyamán –
  - Erre az évre tervezik a dohányzás zárt közösségi helyeken való betiltását az EU legtöbb államában, köztük Magyarországon is,[592][593] de a kezdeményezést a pénzügyi válságra és az ezzel kapcsolatos belpolitikai eseményekre hivatkozva egyelőre felfüggesztették.[594]
  - Erre az évre tervezték a postai szolgáltatások piacának teljes liberalizálását az Európai Unión belül, ám végül az EP döntése alapján ezt 2010 végéig elhalasztották a régebbi tagállamok tekintetében, míg a 2004 óta csatlakozott 12 tagállam, valamint a „bonyolult topográfiájú”, illetve „kis lakosságú” országok (mint például Görögország vagy Luxemburg) tekintetében lehetővé tették a határidő további két évvel, vagyis 2012. december 31-ére történő meghosszabbítását.

## Az év témái

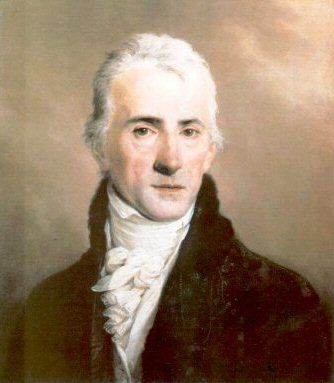
Kazinczy Ferenc

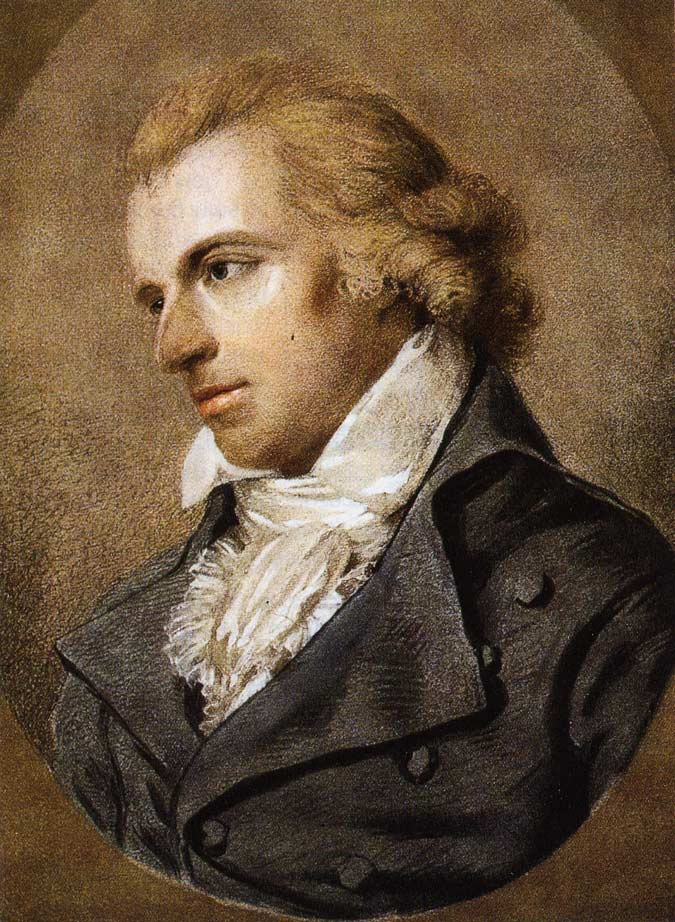
Friedrich Schiller

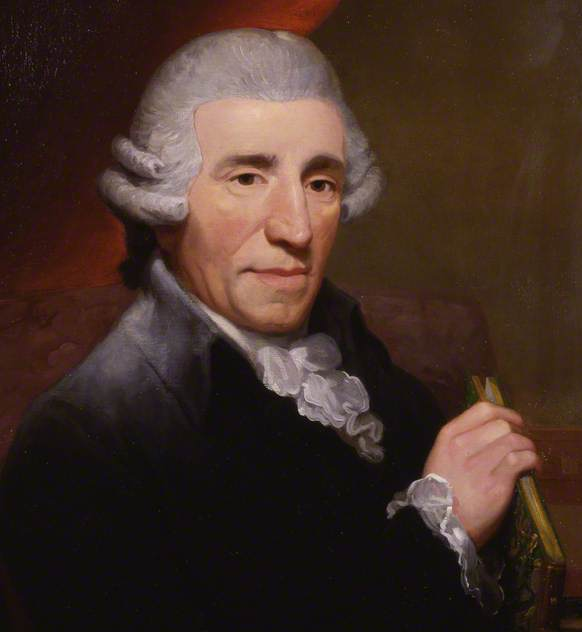
Joseph Haydn

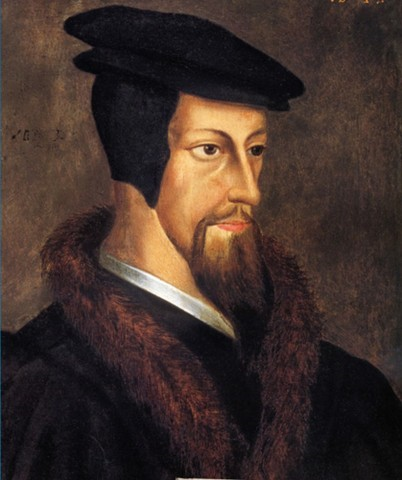
Jean Calvin

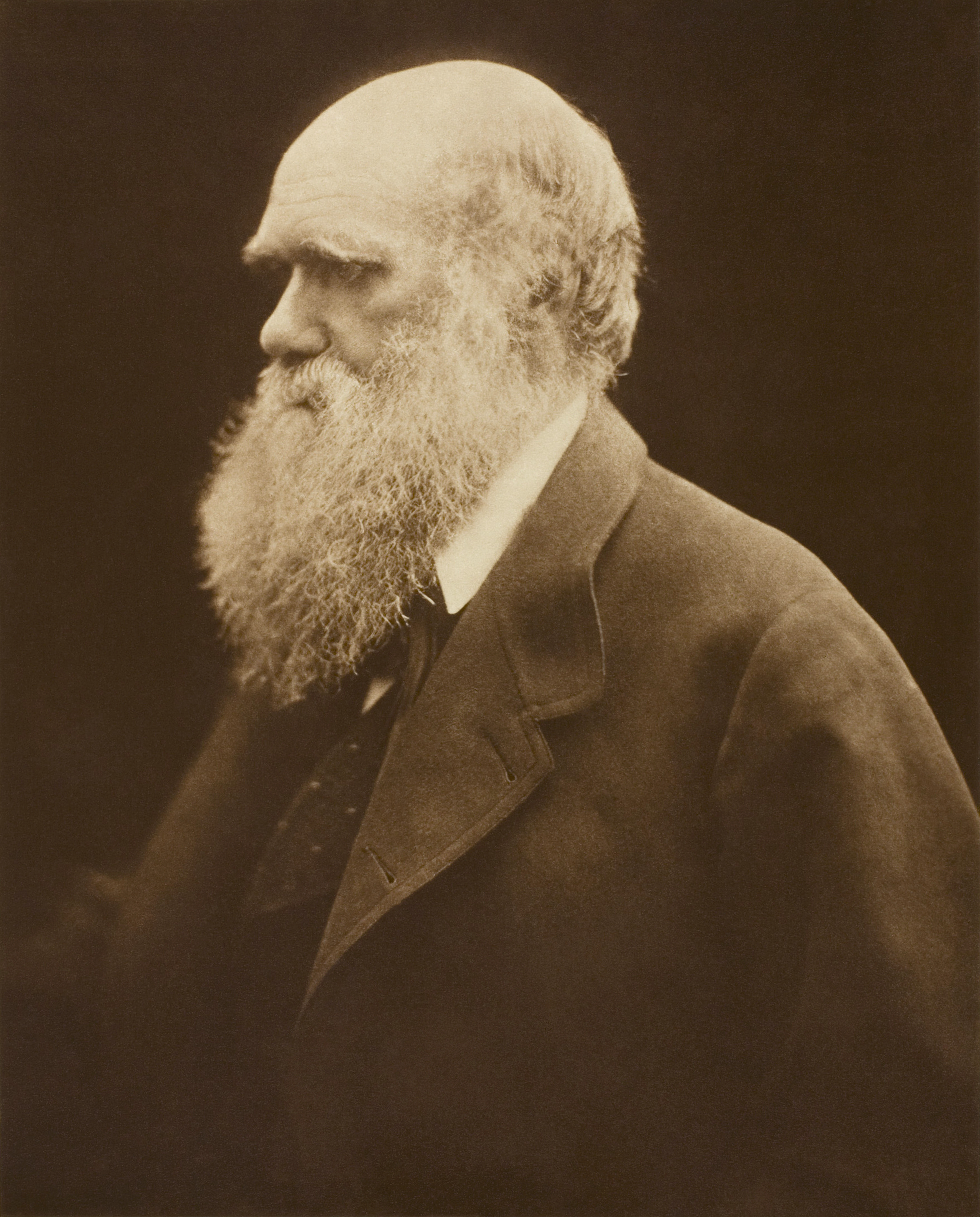
Charles Darwin

Abraham Lincoln

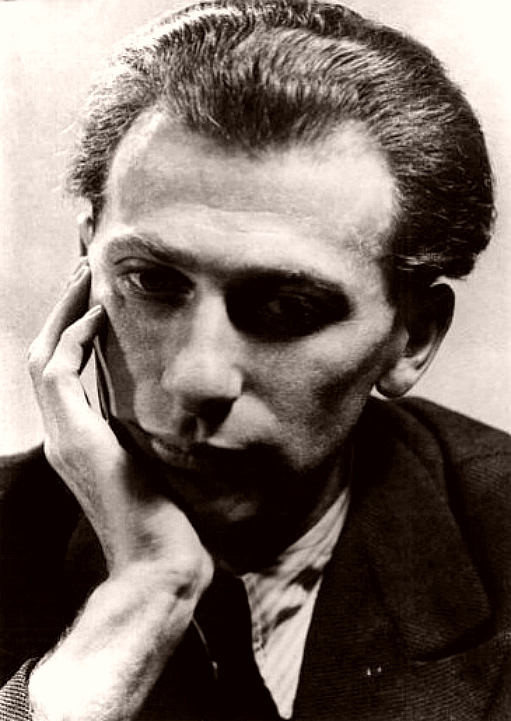
Radnóti Miklós

### Kiemelt témák és évfordulós emlékévek 2009-ben

#### Kiemelt témák
- 2009. A Csillagászat Nemzetközi Éve.[595][596]
- Uniós kezdeményezésre a Kreativitás és Innováció Európai Éve 2009 az Imagine. Create. Innovate., azaz Álmodj. Alkoss. Újíts. jeligére.
- A papok éve a Katolikus Egyházban március 16-ától, Vianney Szent János (1786-1859) halálának évfordulójához kötődően.[597]
- 2009. A Csillagászat Nemzetközi Éve.[595]
- 2009. A gorilla éve (a megelőző év a béka esztendeje volt a világ természetvédelmében). Ez alkalomból fotókiállítás nyílt az állatkert Barlangtermében.[598]

#### Kiemelt emlékévek
- Magyarországon Kazinczy Ferenc emlékév – a költő születésének 250. évfordulója (1759. október 27.) tiszteletére; a jubileumi év alkalmából 2009-et a Tehetség Évének nyilvánították.
- Friedrich Schiller emlékév a költő és drámaíró születésének 250. évfordulója (1759. november 10.) tiszteletére.
- Nemzetközi Haydn-emlékév[599] – Joseph Haydn zeneszerző halálának 200. évfordulója (1809. május 31.) alkalmából.
- Esztergomban a város szülötte tiszteletére Vak Bottyán emlékév – a kuruc hadvezér halálának 300. évfordulója (1709. szeptember 26.) emlékére. A programsorozat mellett restaurálják a generális nemesi levelét, valamint két szobrát is áthelyezik a város más pontjaira. Régi lovasszobrát a Bottyán-palota udvarára, mellszobrát a Bottyán híd tövébe teszik.

#### Évszázados évfordulók
- 500 éve, 1509. július 10-én született Jean Calvin (Kálvin János) svájci reformátor, a kálvinizmus névadója.
- 400 éve, 1609. szeptember 17-én hunyt el Júda Löw ben Becalél író, gondolkodó, legendás rabbi, a prágai Maharal, akinek nevéhez fűződik Golem csodás története.
- 200 éve, 1809. február 12-én született Charles Darwin angol természettudós, az evolúcióelmélet kidolgozója.
- 200 éve, 1809. február 12-én született Abraham Lincoln amerikai elnök, a rabszolgaság eltörléséért vívott küzdelem élharcosa.
- 200 éve, 1809. október 20-án született Horváth Mihály püspök, kiváló történész, az 1848–49-es forradalom és szabadságharc egyik kiemelkedő egyénisége, a Szemere-kormány kultuszmninisztere.
- 200 éve születtek továbbá: Louis Braille, a Braille-írás kidolgozója (január 4.), Petzval József mérnök-matematikus, pedagógus, akadémikus (január 7.), Edgar Allan Poe amerikai író-költő (január 19.), Mendelssohn német zeneszerző (február 3.), és Gogol orosz író (április 1.)
- 100 éve, 1909. május 5-én született Radnóti Miklós, a 20. század egyik legjelentősebb magyar költője.
- 100 éve születtek továbbá: Simone Weil francia író-filozófus (február 3.), Lomb Kató tolmács, fordító (február 8.), Szalay Lajos festő, grafikus (február 26.), Fejtő Ferenc publicista, politológus, történész (augusztus 31.), Sztehlo Gábor evangélikus lelkész (szeptember 25.), Amerigo Tot magyar szobrászművész (szeptember 27.), Mezey Mária színművésznő (október 16.), Mérei Ferenc pszichológus (november 24.) és Eugène Ionesco román drámaíró (november 26.)
- 100 éve, 1909. május 27-én hunyt el Gothard Jenő asztrofizikus.

### 2009 a filmművészetben
- május 8. – A Star Trek című, 11. Star Trek-mozifilm bemutatása.

június 28.: A Transformers : Revenge of the Fallen (A Bukottak Bosszúja) című film premierje.
- július 1. Jégkorszak 3 – A dínók hajnala premierje.
- július 15. – A Harry Potter és a Félvér Herceg című regény filmváltozatának bemutatója.
- Ősszel kerül a mozikba Hajdu Szabolcs új filmje, a Bibliotheque Pascal.

### 2009 a színházművészetben
- Jógyerekek képeskönyve – Örkény István Színház – bemutató: 2009. február 13.
- Mahagonny városának felemelkedése és bukása – Thália Színház – bemutató: 2009. február 21.
- A mi utcánk – Avenue Q – Centrál Színház – bemutató: 2009. február
- Homburg herceg – Örkény István Színház – bemutató: 2009. május 3.

### 2009 a videojátékokban
2009-ben játszódik:
- Abuse (1996)
- Incoming (1998)
- Half-Life (1998) – 2009 lehet az utolsó év amelyben a Half-Life játszódhat, mivel a naptárakra „200X” van írva dátumként.
- Dino Crisis (1999)
- Metal Gear Solid 2: Sons of Liberty (2001)
- Mercenaries: Playground of Destruction (2005)
- Fahrenheit (Észak-Amerikában Indigo Prophecy) (2005)
- Shattered Union (2005)
- Tom Clancy's Rainbow Six: Lockdown (2005)
- MINERVA (2005)
- Shin Megami Tensei: Persona 3 (2006
- Tom Clancy's Splinter Cell: Double Agent (2006)

### 2009 a sportban
- október 18.: Jenson Button a 2009-es Formula 1-es szezon világbajnoka. A Brawn GP F1-es csapat történelmet írt mert debütáló évében megszerezte a konstruktőri és az egyéni világbajnoki címet is.
- A Debreceni VSC nyeri az NB1-et. Ez a klub negyedik bajnoki címe.

### 2009 az irodalomban
- Megjelenik James Dashner Az Útvesztő című disztópikus regénye.[600]

### 2009 a zenében
- Adam Lambert: For Your Entertainment
- 50 Cent: Before I Self Destruct
- ATB: Future Memories
- Alicia Keys: The Element of Freedom
- A.S.A.P.: Legendák
- Alcazar: Disco Defenders
- Bery: Disco
- Amanda Lear: Brief Encounters / Brand New Love Affair
- Ákos: 40+ Koncertalbum (dupla CD) ((Kovács Ákos, 40 plusz))
- Dolly Roll: Emlékszel még? - Best of Dolly Roll (2009) / Dolly Roll Karácsony
- Backstreet Boys: This Is Us
- Back II Black: Funkybiotikum
- Bon Jovi: The Circle
- Bruce Springsteen: Working On a Dream
- Compact Disco: Stereoid
- Szabó Eszter: Colorpop!
- The Black Eyed Peas: The E.N.D.
- Király Viktor: Király Viktor: A döntőben elhangzott dalok / Király Viktor
- Bikini: The Very Best of Bikini
- Calvin Harris: Ready for the Weekend
- Chris Brown: Graffiti
- Crystal: Gregorian
- Cheryl: 3 Words
- David Guetta: One Love
- Dívák és szerelmek (válogatáslemez)
- Depeche Mode: Sounds of the Universe
- Dream Theater: Black Clouds & Silver Linings
- Edda Művek: Átok és áldás
- Eminem: Relapse
- Emilia Rydberg: My World
- Éder Krisztián: Special
- FankaDeli: Magyar földre
- FankaDeli: Reck
- FankaDeli: Egyenesen az éjszakából 2
- Foreigner: Can't Slow Down
- Franz Ferdinand: Tonight: Franz Ferdinand
- Flo Rida: R.O.O.T.S.
- Fun: Aim and Ignite
- Gorgoroth: Quantos Possunt ad Satanitatem Trahunt
- Gossip: Music for Men
- Green Day: 21st Century Breakdown
- Richard Sanderson: Re-creátion
- Halász Judit: Csiribiri
- Immortal: All Shall Fall
- Jonas Brothers: Lines, Vines and Trying Times
- Junkies: Degeneráció
- Kárpátia:Regnum Marianum
- Kárpátia:Szebb jövőt!
- Kelly Clarkson: All I Ever Wanted
- Kid Cudi: Man on the Moon: The End of Day
- Kovács Ákos: 40+
- Kovács Kati: Keresd meg a dallamot / Jubileum
- Madonna: Celebration
- Magna Cum Laude: 999
- Mika: The Boy Who Knew Too Much
- Nevergreen: Új birodalom
- No Angels: Welcome to the Dance
- LMFAO: Party Rock
- Lady Gaga: The Fame Monster
- Mariah Carey: Memoirs of an Imperfect Angel
- Michael Jackson : This is it
- Muse: The Resistance
- Napoleon Boulevard: Best of 1985-1989
- Old Man’s Child: Slaves of the World
- Pa-dö-dő: Csomagot kaptam
- Pitbull: Pitbull Starring in Rebelution
- REO Speedwagon: Not So Silent Night ... Christmas with REO Speedwagon
- Rihanna: Rated R
- Rob Thomas: Cradlesong
- Robbie Williams: Reality Killed the Video Star
- Sean Kingston: Tomorrow
- Sean Paul: Imperial Blaze
- Snoop Dogg: Malice in Wonderland
- Scooter: Under The Radar Over The Top
- Shakira: She Wolf
- Slayer: World Painted Blood
- Sting: If on a Winter's Night...
- Snoop Dogg : Malice N Wonderland
- Sylver: Sacrifice
- Szandi: Rabold el a szívemet
- Szekeres Adrien: Csak játék
- SP: Speciál
- Pet Shop Boys: Yes
- t.A.T.u.: Waste Management
- Tankcsapda: Minden jót
- Timbaland: Shock Value II
- Thalía: Primera fila
- The Fray: The Fray
- The Saturdays: Wordshaker
- Tokio Hotel: Humanoid
- Tyler, the Creator: Bastard
- U2: No Line on the Horizon
- Vanessa Amorosi: Hazardous
- Westlife: Where We Are
- Whitney Houston: I Look to You
- Zalatnay Sarolta: Magadat vállalni kell
- Zanzibar: 10 éves nagykoncert 1999-2009

### 2009 a jogalkotásban
- Lásd: a 2009 a jogalkotásban című szócikkben.

### 2009 a televízióban
- június 28. – Elköltözik a Magyar Televízió az új digitális gyártóbázisba, Óbudára.[601]
- szeptember 19. – Megszűnik a Jetix, helyét a Disney Channel, egyes országokban a Disney XD veszi át.
- 2009 szeptemberében váratlanul megszűnt a Budapest TV.[forrás?]

### 2009 a fantasztikum világában
- A Blue Gender című anime szerint Yuji Kaido-t 2009-ben hibernálták, amiből aztán 2031-ben kelt fel.

### 2009 a kriminalisztikában
- pécsi ámokfutás

## Születések
- január 1. – Hend Zaza szír asztaliteniszező
- április 6. – Valentina Tronel francia énekes
- szeptember 29. – Beren Gökyıldız török színész
- október 3. – Lissandro Formica francia énekes
- november 2. – Kai Rooney angol labdarúgó
- november 11. – Hegedűs Johanna magyar szinkronszínész

## Nobel-díjak
| Díj                | Díjazottak neve (állampolgárság, lakóhely)                                                             | Indoklás |
| ------------------ | --- | --- |
| Béke               | Barack Obama (USA)                                                                                     | A nemzetközi diplomácia és a népek közötti együttműködés terén kifejtett rendkívüli erőfeszítéseiért.                                       |
| Fizikai            | Charles Kuen Kao (Kína/Egyesült Királyság), Willard Boyle (USA) és George E. Smith (USA)               | Az optikai kábelen történő kommunikáció alapjainak kidolgozásáért, illetve a képalkotásban új távlatokat nyitó CCD-érzékelő fejlesztéséért. |
| Közgazdasági       | Elinor Ostrom (USA), Oliver Williamson (USA)                                                           | Intézményi közgazdaságtani kutatásokért. |
| Irodalmi           | Herta Müller (Németország)                                                                             | Költészetének sűrűségéért és az elnyomottak világát őszintén bemutató prózájáért.                                                           |
| Kémiai             | Venkatráman Rámakrisnan (India/Egyesült Királyság), Thomas A. Steitz (USA), Ada Jonat (Izrael)         | A riboszómákkal kapcsolatos alapvető kutatásokért.                                                                                          |
| Orvosi-fiziológiai | Elizabeth Blackburn (USA/Ausztrália), Carol W. Greider (USA), Jack W. Szostak (USA/Egyesült Királyság) | A telomérák és a telomeráz enzim felfedezéséért és az ezekkel kapcsolatos úttörő kutatásokért.                                              |